# فهرست سیارک‌ها (۱۰۰۰۱–۱۱۰۰۱)
فهرست سیارک‌ها (۱۰۰۰۱ - ۱۱۰۰۱) فهرست سیارک‌ها از ۱۰۰۰۱ تا ۱۱۰۰۱ است.
| نام   | نام انگلیسی      | تاریخ کشف       |
| ----- | ---------------- | --------------- |
| ۱۰۰۰۱ | Palermo          | ۸ اکتبر ۱۹۶۹    |
| ۱۰۰۰۲ | Bagdasarian      | ۸ اکتبر ۱۹۶۹    |
| ۱۰۰۰۳ | 1971 UD1         | ۲۶ اکتبر ۱۹۷۱   |
| ۱۰۰۰۴ | Igormakarov      | ۲ نوامبر ۱۹۷۵   |
| ۱۰۰۰۵ | Chernega         | ۲۴ سپتامبر ۱۹۷۶ |
| ۱۰۰۰۶ | Sessai           | ۲۲ اکتبر ۱۹۷۶   |
| ۱۰۰۰۷ | Malytheatre      | ۱۶ دسامبر ۱۹۷۶  |
| ۱۰۰۰۸ | Raisanyo         | ۱۸ فوریه ۱۹۷۷   |
| ۱۰۰۰۹ | Hirosetanso      | ۱۲ مارس ۱۹۷۷    |
| ۱۰۰۱۰ | Rudruna          | ۹ اوت ۱۹۷۸      |
| ۱۰۰۱۱ | Avidzba          | ۳۱ اوت ۱۹۷۸     |
| ۱۰۰۱۲ | Tmutarakania     | ۳ سپتامبر ۱۹۷۸  |
| ۱۰۰۱۳ | Stenholm         | ۲ سپتامبر ۱۹۷۸  |
| ۱۰۰۱۴ | Shaim            | ۲۶ سپتامبر ۱۹۷۸ |
| ۱۰۰۱۵ | Valenlebedev     | ۲۷ سپتامبر ۱۹۷۸ |
| ۱۰۰۱۶ | Yugan            | ۲۶ سپتامبر ۱۹۷۸ |
| ۱۰۰۱۷ | 1978 UP2         | ۳۰ اکتبر ۱۹۷۸   |
| ۱۰۰۱۸ | 1979 MG4         | ۲۵ ژوئن ۱۹۷۹    |
| ۱۰۰۱۹ | 1979 MK7         | ۲۵ ژوئن ۱۹۷۹    |
| ۱۰۰۲۰ | 1979 OQ5         | ۲۴ ژوئیه ۱۹۷۹   |
| ۱۰۰۲۱ | Henja            | ۲۲ اوت ۱۹۷۹     |
| ۱۰۰۲۲ | Zubov            | ۲۲ سپتامبر ۱۹۷۹ |
| ۱۰۰۲۳ | Vladifedorov     | ۱۷ نوامبر ۱۹۷۹  |
| ۱۰۰۲۴ | Marthahazen      | ۱۰ مارس ۱۹۸۰    |
| ۱۰۰۲۵ | Rauer            | ۱۶ مارس ۱۹۸۰    |
| ۱۰۰۲۶ | 1980 RE1         | ۳ سپتامبر ۱۹۸۰  |
| ۱۰۰۲۷ | Perozzi          | ۳۰ مارس ۱۹۸۱    |
| ۱۰۰۲۸ | Bonus            | ۵ مه ۱۹۸۱       |
| ۱۰۰۲۹ | Hiramperkins     | ۳۰ اوت ۱۹۸۱     |
| ۱۰۰۳۰ | فیل‌کینان         | ۳۰ اوت ۱۹۸۱     |
| ۱۰۰۳۱ | Vladarnolda      | ۷ سپتامبر ۱۹۸۱  |
| ۱۰۰۳۲ | 1981 RF7         | ۳ سپتامبر ۱۹۸۱  |
| ۱۰۰۳۳ | 1981 UJ23        | ۲۴ اکتبر ۱۹۸۱   |
| ۱۰۰۳۴ | Birlan           | ۳۰ دسامبر ۱۹۸۱  |
| ۱۰۰۳۵ | 1982 DC2         | ۱۶ فوریه ۱۹۸۲   |
| ۱۰۰۳۶ | McGaha           | ۲۴ ژوئیه ۱۹۸۲   |
| ۱۰۰۳۶ | 1984 BQ          | ۲۶ ژانویه ۱۹۸۴  |
| ۱۰۰۳۸ | 1984 HO1         | ۲۸ آوریل ۱۹۸۴   |
| ۱۰۰۳۸ | 1984             | LK              |
| ۱۰۰۳۸ | 1984 QM          | ۲۴ اوت ۱۹۸۴     |
| ۱۰۰۴۱ | Parkinson        | ۲۴ آوریل ۱۹۸۵   |
| ۱۰۰۴۲ | Budstewart       | ۱۴ اوت ۱۹۸۵     |
| ۱۰۰۴۳ | Janegann         | ۱۴ اوت ۱۹۸۵     |
| ۱۰۰۴۴ | Squyres          | ۱۵ سپتامبر ۱۹۸۵ |
| ۱۰۰۴۵ | 1985 RJ3         | ۶ سپتامبر ۱۹۸۵  |
| ۱۰۰۴۶ | Creighton        | ۲ مه ۱۹۸۶       |
| ۱۰۰۴۷ | 1986 QK2         | ۲۸ اوت ۱۹۸۶     |
| ۱۰۰۴۸ | Gronbech         | ۳ اکتبر ۱۹۸۶    |
| ۱۰۰۴۹ | Vorovich         | ۳ اکتبر ۱۹۸۶    |
| ۱۰۰۵۰ | Rayman           | ۲۸ ژوئن ۱۹۸۷    |
| ۱۰۰۵۱ | Albee            | ۲۳ اوت ۱۹۸۷     |
| ۱۰۰۵۲ | 1987 SM12        | ۱۶ سپتامبر ۱۹۸۷ |
| ۱۰۰۵۳ | 1987 SR12        | ۱۶ سپتامبر ۱۹۸۷ |
| ۱۰۰۵۴ | Solomin          | ۱۷ سپتامبر ۱۹۸۷ |
| ۱۰۰۵۵ | Silcher          | ۲۲ دسامبر ۱۹۸۷  |
| ۱۰۰۵۶ | 1988 BX3         | ۱۹ ژانویه ۱۹۸۸  |
| ۱۰۰۵۷ | L'Obel           | ۱۱ فوریه ۱۹۸۸   |
| ۱۰۰۵۸ | 1988 DD5         | ۲۵ فوریه ۱۹۸۸   |
| ۱۰۰۵۹ | 1988 FS2         | ۲۱ مارس ۱۹۸۸    |
| ۱۰۰۶۰ | Amymilne         | ۱۲ آوریل ۱۹۸۸   |
| ۱۰۰۶۱ | Ndolaprata       | ۱۱ اوت ۱۹۸۸     |
| ۱۰۰۶۲ | 1988 RV4         | ۱ سپتامبر ۱۹۸۸  |
| ۱۰۰۶۳ | 1988 SZ2         | ۱۶ سپتامبر ۱۹۸۸ |
| ۱۰۰۶۳ | 1988 UO          | ۳۱ اکتبر ۱۹۸۸   |
| ۱۰۰۶۳ | 1988 XK          | ۳ دسامبر ۱۹۸۸   |
| ۱۰۰۶۶ | 1988 XV2         | ۱ دسامبر ۱۹۸۸   |
| ۱۰۰۶۷ | Bertuch          | ۱۱ ژانویه ۱۹۸۹  |
| ۱۰۰۶۸ | Dodoens          | ۴ فوریه ۱۹۸۹    |
| ۱۰۰۶۹ | Fontenelle       | ۴ فوریه ۱۹۸۹    |
| ۱۰۰۷۰ | Liuzongli        | ۷ فوریه ۱۹۸۹    |
| ۱۰۰۷۱ | 1989 EZ2         | ۲ مارس ۱۹۸۹     |
| ۱۰۰۷۲ | 1989 GF1         | ۳ آوریل ۱۹۸۹    |
| ۱۰۰۷۳ | 1989 GJ2         | ۳ آوریل ۱۹۸۹    |
| ۱۰۰۷۴ | 1989 GH4         | ۳ آوریل ۱۹۸۹    |
| ۱۰۰۷۵ | 1989 GR4         | ۳ آوریل ۱۹۸۹    |
| ۱۰۰۷۵ | 1989 PK          | ۹ اوت ۱۹۸۹      |
| ۱۰۰۷۷ | 1989 UL1         | ۲۶ اکتبر ۱۹۸۹   |
| ۱۰۰۷۸ | Stanthorpe       | ۳۰ اکتبر ۱۹۸۹   |
| ۱۰۰۷۹ | Meunier          | ۲ دسامبر ۱۹۸۹   |
| ۱۰۰۸۰ | 1990 OF1         | ۱۸ ژوئیه ۱۹۹۰   |
| ۱۰۰۸۱ | 1990 OW1         | ۲۹ ژوئیه ۱۹۹۰   |
| ۱۰۰۸۲ | 1990 OF2         | ۲۹ ژوئیه ۱۹۹۰   |
| ۱۰۰۸۳ | 1990 QE2         | ۲۲ اوت ۱۹۹۰     |
| ۱۰۰۸۴ | 1990 QC5         | ۲۵ اوت ۱۹۹۰     |
| ۱۰۰۸۵ | 1990 QF5         | ۲۵ اوت ۱۹۹۰     |
| ۱۰۰۸۵ | 1990 SZ          | ۱۶ سپتامبر ۱۹۹۰ |
| ۱۰۰۸۷ | 1990 SG3         | ۱۸ سپتامبر ۱۹۹۰ |
| ۱۰۰۸۸ | Digne            | ۲۲ سپتامبر ۱۹۹۰ |
| ۱۰۰۸۹ | Turgot           | ۲۲ سپتامبر ۱۹۹۰ |
| ۱۰۰۹۰ | Sikorsky         | ۱۳ اکتبر ۱۹۹۰   |
| ۱۰۰۹۱ | Bandaisan        | ۱۱ نوامبر ۱۹۹۰  |
| ۱۰۰۹۲ | Sasaki           | ۱۵ نوامبر ۱۹۹۰  |
| ۱۰۰۹۳ | Diesel           | ۱۸ نوامبر ۱۹۹۰  |
| ۱۰۰۹۴ | Eijikato         | ۲۰ فوریه ۱۹۹۱   |
| ۱۰۰۹۵ | Carlloewe        | ۹ سپتامبر ۱۹۹۱  |
| ۱۰۰۹۶ | 1991 RK5         | ۱۳ سپتامبر ۱۹۹۱ |
| ۱۰۰۹۷ | 1991 RV16        | ۱۵ سپتامبر ۱۹۹۱ |
| ۱۰۰۹۸ | 1991 SC1         | ۳۰ سپتامبر ۱۹۹۱ |
| ۱۰۰۹۹ | Glazebrook       | ۴ نوامبر ۱۹۹۱   |
| ۱۰۱۰۰ | Burgel           | ۱۰ دسامبر ۱۹۹۱  |
| ۱۰۱۰۱ | Fourier          | ۳۰ ژانویه ۱۹۹۲  |
| ۱۰۱۰۲ | Digerhuvud       | ۲۹ فوریه ۱۹۹۲   |
| ۱۰۱۰۳ | Jungfrun         | ۲۹ فوریه ۱۹۹۲   |
| ۱۰۱۰۴ | Hoburgsgubben    | ۲ مارس ۱۹۹۲     |
| ۱۰۱۰۵ | Holmhallar       | ۶ مارس ۱۹۹۲     |
| ۱۰۱۰۶ | Lergrav          | ۱ مارس ۱۹۹۲     |
| ۱۰۱۰۷ | Kenny            | ۲۷ مارس ۱۹۹۲    |
| ۱۰۱۰۸ | Tomlinson        | ۲۶ آوریل ۱۹۹۲   |
| ۱۰۱۰۸ | 1992 KQ          | ۲۹ مه ۱۹۹۲      |
| ۱۰۱۰۸ | 1992 LJ          | ۳ ژوئن ۱۹۹۲     |
| ۱۰۱۱۱ | Fresnel          | ۲۵ ژوئیه ۱۹۹۲   |
| ۱۰۱۱۲ | 1992 OP1         | ۳۱ ژوئیه ۱۹۹۲   |
| ۱۰۱۱۳ | 1992 PX2         | ۶ اوت ۱۹۹۲      |
| ۱۰۱۱۴ | Greifswald       | ۴ سپتامبر ۱۹۹۲  |
| ۱۰۱۱۴ | 1992 SK          | ۲۴ سپتامبر ۱۹۹۲ |
| ۱۰۱۱۶ | Robertfranz      | ۲۱ سپتامبر ۱۹۹۲ |
| ۱۰۱۱۷ | Tanikawa         | ۱ اکتبر ۱۹۹۲    |
| ۱۰۱۱۸ | 1992 UK1         | ۱۹ اکتبر ۱۹۹۲   |
| ۱۰۱۱۹ | Remarque         | ۱۸ دسامبر ۱۹۹۲  |
| ۱۰۱۲۰ | Ypres            | ۱۸ دسامبر ۱۹۹۲  |
| ۱۰۱۲۱ | Arzamas          | ۲۷ ژانویه ۱۹۹۳  |
| ۱۰۱۲۲ | Froding          | ۲۷ ژانویه ۱۹۹۳  |
| ۱۰۱۲۳ | Fideoja          | ۱۷ مارس ۱۹۹۳    |
| ۱۰۱۲۴ | Hemse            | ۲۱ مارس ۱۹۹۳    |
| ۱۰۱۲۵ | Stenkyrka        | ۲۱ مارس ۱۹۹۳    |
| ۱۰۱۲۶ | Larbro           | ۲۱ مارس ۱۹۹۳    |
| ۱۰۱۲۷ | Frojel           | ۲۱ مارس ۱۹۹۳    |
| ۱۰۱۲۸ | Bro              | ۱۹ مارس ۱۹۹۳    |
| ۱۰۱۲۹ | Fole             | ۱۹ مارس ۱۹۹۳    |
| ۱۰۱۳۰ | Ardre            | ۱۹ مارس ۱۹۹۳    |
| ۱۰۱۳۱ | Stanga           | ۲۱ مارس ۱۹۹۳    |
| ۱۰۱۳۲ | Lummelunda       | ۲۰ مارس ۱۹۹۳    |
| ۱۰۱۳۳ | 1993 GC1         | ۱۵ آوریل ۱۹۹۳   |
| ۱۰۱۳۴ | 1993 HL6         | ۱۷ آوریل ۱۹۹۳   |
| ۱۰۱۳۵ | 1993 LZ1         | ۱۳ ژوئن ۱۹۹۳    |
| ۱۰۱۳۶ | Gauguin          | ۲۰ ژوئیه ۱۹۹۳   |
| ۱۰۱۳۷ | Thucydides       | ۱۵ اوت ۱۹۹۳     |
| ۱۰۱۳۸ | Ohtanihiroshi    | ۱۶ سپتامبر ۱۹۹۳ |
| ۱۰۱۳۹ | Ronsard          | ۱۹ سپتامبر ۱۹۹۳ |
| ۱۰۱۴۰ | Villon           | ۱۹ سپتامبر ۱۹۹۳ |
| ۱۰۱۴۱ | Gotenba          | ۵ نوامبر ۱۹۹۳   |
| ۱۰۱۴۲ | Sakka            | ۱۵ نوامبر ۱۹۹۳  |
| ۱۰۱۴۳ | Kamogawa         | ۸ ژانویه ۱۹۹۴   |
| ۱۰۱۴۴ | 1994 AB2         | ۹ ژانویه ۱۹۹۴   |
| ۱۰۱۴۵ | 1994 CK1         | ۱۰ فوریه ۱۹۹۴   |
| ۱۰۱۴۶ | Mukaitadashi     | ۸ فوریه ۱۹۹۴    |
| ۱۰۱۴۷ | Mizugatsuka      | ۱۳ فوریه ۱۹۹۴   |
| ۱۰۱۴۸ | Shirase          | ۱۴ آوریل ۱۹۹۴   |
| ۱۰۱۴۹ | Cavagna          | ۳ اوت ۱۹۹۴      |
| ۱۰۱۴۹ | 1994 PN          | ۷ اوت ۱۹۹۴      |
| ۱۰۱۵۱ | Rubens           | ۱۲ اوت ۱۹۹۴     |
| ۱۰۱۵۲ | Ukichiro         | ۱۱ سپتامبر ۱۹۹۴ |
| ۱۰۱۵۳ | Goldman          | ۲۶ اکتبر ۱۹۹۴   |
| ۱۰۱۵۴ | Tanuki           | ۳۱ اکتبر ۱۹۹۴   |
| ۱۰۱۵۵ | Numaguti         | ۴ نوامبر ۱۹۹۴   |
| ۱۰۱۵۶ | 1994 VQ7         | ۷ نوامبر ۱۹۹۴   |
| ۱۰۱۵۷ | Asagiri          | ۲۷ نوامبر ۱۹۹۴  |
| ۱۰۱۵۸ | Taroubou         | ۳ دسامبر ۱۹۹۴   |
| ۱۰۱۵۹ | Tokara           | ۹ دسامبر ۱۹۹۴   |
| ۱۰۱۶۰ | Totoro           | ۳۱ دسامبر ۱۹۹۴  |
| ۱۰۱۶۱ | Nakanoshima      | ۳۱ دسامبر ۱۹۹۴  |
| ۱۰۱۶۲ | Issunboushi      | ۲ ژانویه ۱۹۹۵   |
| ۱۰۱۶۳ | Onomichi         | ۲۶ ژانویه ۱۹۹۵  |
| ۱۰۱۶۴ | Akusekijima      | ۲۷ ژانویه ۱۹۹۵  |
| ۱۰۱۶۵ | 1995 BL2         | ۳۱ ژانویه ۱۹۹۵  |
| ۱۰۱۶۶ | Takarajima       | ۳۰ ژانویه ۱۹۹۵  |
| ۱۰۱۶۷ | Yoshiwatiso      | ۳۱ ژانویه ۱۹۹۵  |
| ۱۰۱۶۷ | Yoshiwatiso      | CN              |
| ۱۰۱۶۹ | Ogasawara        | ۲۱ فوریه ۱۹۹۵   |
| ۱۰۱۷۰ | Petrjakes        | ۲۲ فوریه ۱۹۹۵   |
| ۱۰۱۷۱ | Takaotengu       | ۷ مارس ۱۹۹۵     |
| ۱۰۱۷۲ | Humphreys        | ۳۱ مارس ۱۹۹۵    |
| ۱۰۱۷۳ | Hanzelkazikmund  | ۲۱ آوریل ۱۹۹۵   |
| ۱۰۱۷۴ | Emicka           | ۲ مه ۱۹۹۵       |
| ۱۰۱۷۵ | Aenona           | ۱۴ فوریه ۱۹۹۶   |
| ۱۰۱۷۶ | Gaiavettori      | ۱۴ فوریه ۱۹۹۶   |
| ۱۰۱۷۷ | Ellison          | ۱۰ فوریه ۱۹۹۶   |
| ۱۰۱۷۸ | Iriki            | ۱۸ فوریه ۱۹۹۶   |
| ۱۰۱۷۹ | Ishigaki         | ۱۸ فوریه ۱۹۹۶   |
| ۱۰۱۸۰ | 1996 EE2         | ۱۵ مارس ۱۹۹۶    |
| ۱۰۱۸۱ | Davidacomba      | ۲۶ مارس ۱۹۹۶    |
| ۱۰۱۸۲ | Junkobiwaki      | ۲۰ مارس ۱۹۹۶    |
| ۱۰۱۸۳ | Ampere           | ۱۵ آوریل ۱۹۹۶   |
| ۱۰۱۸۴ | Galvani          | ۱۸ آوریل ۱۹۹۶   |
| ۱۰۱۸۵ | Gaudi            | ۱۸ آوریل ۱۹۹۶   |
| ۱۰۱۸۶ | Albeniz          | ۲۰ آوریل ۱۹۹۶   |
| ۱۰۱۸۶ | 1996 JV          | ۱۲ مه ۱۹۹۶      |
| ۱۰۱۸۸ | Yasuoyoneda      | ۱۴ مه ۱۹۹۶      |
| ۱۰۱۸۹ | Normanrockwell   | ۱۵ مه ۱۹۹۶      |
| ۱۰۱۸۹ | 1996 NC          | ۱۴ ژوئیه ۱۹۹۶   |
| ۱۰۱۹۱ | 1996 NU1         | ۱۴ ژوئیه ۱۹۹۶   |
| ۱۰۱۹۲ | 1996 OQ1         | ۲۰ ژوئیه ۱۹۹۶   |
| ۱۰۱۹۳ | Nishimoto        | ۸ اوت ۱۹۹۶      |
| ۱۰۱۹۴ | 1996 QN1         | ۱۸ اوت ۱۹۹۶     |
| ۱۰۱۹۵ | Nebraska         | ۱۳ سپتامبر ۱۹۹۶ |
| ۱۰۱۹۶ | 1996 TJ15        | ۹ اکتبر ۱۹۹۶    |
| ۱۰۱۹۷ | Senigalliesi     | ۱۸ اکتبر ۱۹۹۶   |
| ۱۰۱۹۸ | Pinelli          | ۶ دسامبر ۱۹۹۶   |
| ۱۰۱۹۹ | Chariklo         | ۱۵ فوریه ۱۹۹۷   |
| ۱۰۲۰۰ | Quadri           | ۷ ژوئیه ۱۹۹۷    |
| ۱۰۲۰۱ | Korado           | ۱۲ ژوئیه ۱۹۹۷   |
| ۱۰۲۰۱ | 1997 PE          | ۱ اوت ۱۹۹۷      |
| ۱۰۲۰۳ | Flinders         | ۱ اوت ۱۹۹۷      |
| ۱۰۲۰۴ | Turing           | ۱ اوت ۱۹۹۷      |
| ۱۰۲۰۵ | Pokorny          | ۷ اوت ۱۹۹۷      |
| ۱۰۲۰۶ | 1997 PC2         | ۷ اوت ۱۹۹۷      |
| ۱۰۲۰۷ | Comeniana        | ۱۶ اوت ۱۹۹۷     |
| ۱۰۲۰۸ | 1997 QN1         | ۳۰ اوت ۱۹۹۷     |
| ۱۰۲۰۹ | Izanaki          | ۲۴ اوت ۱۹۹۷     |
| ۱۰۲۱۰ | Nathues          | ۳۰ اوت ۱۹۹۷     |
| ۱۰۲۱۰ | Nathues          | RG۳             |
| ۱۰۲۱۲ | 1997 RA7         | ۳ سپتامبر ۱۹۹۷  |
| ۱۰۲۱۳ | Koukolik         | ۱۰ سپتامبر ۱۹۹۷ |
| ۱۰۲۱۴ | 1997 RT9         | ۱۰ سپتامبر ۱۹۹۷ |
| ۱۰۲۱۵ | Lavilledemirmont | ۲۰ سپتامبر ۱۹۹۷ |
| ۱۰۲۱۶ | Popastro         | ۲۲ سپتامبر ۱۹۹۷ |
| ۱۰۲۱۷ | Richardcook      | ۲۷ سپتامبر ۱۹۹۷ |
| ۱۰۲۱۸ | Bierstadt        | ۲۹ سپتامبر ۱۹۹۷ |
| ۱۰۲۱۹ | Penco            | ۲۵ اکتبر ۱۹۹۷   |
| ۱۰۲۲۰ | Pigott           | ۲۰ اکتبر ۱۹۹۷   |
| ۱۰۲۲۱ | Kubrick          | ۲۸ اکتبر ۱۹۹۷   |
| ۱۰۲۲۲ | Klotz            | ۲۹ اکتبر ۱۹۹۷   |
| ۱۰۲۲۳ | Zashikiwarashi   | ۳۱ اکتبر ۱۹۹۷   |
| ۱۰۲۲۴ | Hisashi          | ۲۶ اکتبر ۱۹۹۷   |
| ۱۰۲۲۵ | 1997 VQ1         | ۱ نوامبر ۱۹۹۷   |
| ۱۰۲۲۶ | Seishika         | ۸ نوامبر ۱۹۹۷   |
| ۱۰۲۲۷ | Izanami          | ۴ نوامبر ۱۹۹۷   |
| ۱۰۲۲۸ | 1997 VY8         | ۱ نوامبر ۱۹۹۷   |
| ۱۰۲۲۹ | 1997 WR3         | ۱۹ نوامبر ۱۹۹۷  |
| ۱۰۲۳۰ | 1997 WU35        | ۲۹ نوامبر ۱۹۹۷  |
| ۱۰۲۳۱ | 1997 WQ37        | ۲۹ نوامبر ۱۹۹۷  |
| ۱۰۲۳۲ | 1997 WR49        | ۲۶ نوامبر ۱۹۹۷  |
| ۱۰۲۳۲ | 1997             | XQ۲             |
| ۱۰۲۳۴ | Sixtygarden      | ۲۷ دسامبر ۱۹۹۷  |
| ۱۰۲۳۵ | 1998 QR37        | ۱۷ اوت ۱۹۹۸     |
| ۱۰۲۳۶ | 1998 QA93        | ۲۸ اوت ۱۹۹۸     |
| ۱۰۲۳۷ | Adzic            | ۲۶ سپتامبر ۱۹۹۸ |
| ۱۰۲۳۸ | 1998 SO140       | ۲۶ سپتامبر ۱۹۹۸ |
| ۱۰۲۳۹ | Hermann          | ۱۰ اکتبر ۱۹۹۸   |
| ۱۰۲۴۰ | 1998 VW34        | ۱۲ نوامبر ۱۹۹۸  |
| ۱۰۲۴۱ | Milicevic        | ۹ ژانویه ۱۹۹۹   |
| ۱۰۲۴۲ | Wasserkuppe      | ۲۴ سپتامبر ۱۹۶۰ |
| ۱۰۲۴۲ | Wasserkuppe      | P-L             |
| ۱۰۲۴۲ | Wasserkuppe      | P-L             |
| ۱۰۲۴۵ | Inselsberg       | ۲۴ سپتامبر ۱۹۶۰ |
| ۱۰۲۴۶ | Frankenwald      | ۲۴ سپتامبر ۱۹۶۰ |
| ۱۰۲۴۷ | Amphiaraos       | ۲۴ سپتامبر ۱۹۶۰ |
| ۱۰۲۴۸ | Fichtelgebirge   | ۱۷ اکتبر ۱۹۶۰   |
| ۱۰۲۴۹ | Harz             | ۱۷ اکتبر ۱۹۶۰   |
| ۱۰۲۵۰ | Hellahaasse      | ۲۵ مارس ۱۹۷۱    |
| ۱۰۲۵۱ | Mulisch          | ۲۶ مارس ۱۹۷۱    |
| ۱۰۲۵۲ | Heidigraf        | ۲۶ مارس ۱۹۷۱    |
| ۱۰۲۵۳ | Westerwald       | ۲۹ سپتامبر ۱۹۷۳ |
| ۱۰۲۵۴ | Hunsruck         | ۲۹ سپتامبر ۱۹۷۳ |
| ۱۰۲۵۵ | Taunus           | ۱۶ اکتبر ۱۹۷۷   |
| ۱۰۲۵۶ | Vredevoogd       | ۱۶ اکتبر ۱۹۷۷   |
| ۱۰۲۵۷ | Garecynthia      | ۱۶ اکتبر ۱۹۷۷   |
| ۱۰۲۵۷ | 1940 AB          | ۶ ژانویه ۱۹۴۰   |
| ۱۰۲۵۹ | Osipovyurij      | ۱۸ آوریل ۱۹۷۲   |
| ۱۰۲۵۹ | 1972 TC          | ۴ اکتبر ۱۹۷۲    |
| ۱۰۲۶۱ | Nikdollezhalʹ    | ۲۲ اوت ۱۹۷۴     |
| ۱۰۲۶۲ | Samoilov         | ۳ اکتبر ۱۹۷۵    |
| ۱۰۲۶۳ | Vadimsimona      | ۲۴ سپتامبر ۱۹۷۶ |
| ۱۰۲۶۴ | Marov            | ۸ اوت ۱۹۷۸      |
| ۱۰۲۶۵ | Gunnarsson       | ۲ سپتامبر ۱۹۷۸  |
| ۱۰۲۶۶ | Vladishukhov     | ۲۶ سپتامبر ۱۹۷۸ |
| ۱۰۲۶۷ | 1978 VD7         | ۷ نوامبر ۱۹۷۸   |
| ۱۰۲۶۸ | 1979 HW6         | ۲۶ آوریل ۱۹۷۹   |
| ۱۰۲۶۹ | Tusi             | ۲۴ سپتامبر ۱۹۷۹ |
| ۱۰۲۷۰ | Skoglov          | ۱۶ مارس ۱۹۸۰    |
| ۱۰۲۷۱ | 1980 TV2         | ۱۴ اکتبر ۱۹۸۰   |
| ۱۰۲۷۲ | 1981 EF13        | ۱ مارس ۱۹۸۱     |
| ۱۰۲۷۳ | 1981 ED14        | ۱ مارس ۱۹۸۱     |
| ۱۰۲۷۴ | 1981 ET15        | ۱ مارس ۱۹۸۱     |
| ۱۰۲۷۵ | 1981 EC16        | ۱ مارس ۱۹۸۱     |
| ۱۰۲۷۶ | 1981 EK23        | ۳ مارس ۱۹۸۱     |
| ۱۰۲۷۷ | 1981 EC27        | ۲ مارس ۱۹۸۱     |
| ۱۰۲۷۸ | 1981 EW30        | ۲ مارس ۱۹۸۱     |
| ۱۰۲۷۹ | 1981 ET42        | ۲ مارس ۱۹۸۱     |
| ۱۰۲۸۰ | 1981 EA43        | ۲ مارس ۱۹۸۱     |
| ۱۰۲۸۱ | 1981 EE45        | ۱۱ مارس ۱۹۸۱    |
| ۱۰۲۸۲ | 1981 ET46        | ۲ مارس ۱۹۸۱     |
| ۱۰۲۸۳ | Cromer           | ۵ مه ۱۹۸۱       |
| ۱۰۲۸۴ | 1981 QY2         | ۲۴ اوت ۱۹۸۱     |
| ۱۰۲۸۵ | Renemichelsen    | ۱۷ اوت ۱۹۸۲     |
| ۱۰۲۸۶ | Shnollia         | ۱۶ سپتامبر ۱۹۸۲ |
| ۱۰۲۸۷ | Smale            | ۲۱ اکتبر ۱۹۸۲   |
| ۱۰۲۸۸ | Saville          | ۲۸ نوامبر ۱۹۸۳  |
| ۱۰۲۸۹ | Geoffperry       | ۲۴ اوت ۱۹۸۴     |
| ۱۰۲۹۰ | Kettering        | ۱۷ سپتامبر ۱۹۸۵ |
| ۱۰۲۹۰ | 1985 UT          | ۲۰ اکتبر ۱۹۸۵   |
| ۱۰۲۹۰ | 1986 PM          | ۲ اوت ۱۹۸۶      |
| ۱۰۲۹۳ | Pribina          | ۵ اکتبر ۱۹۸۶    |
| ۱۰۲۹۴ | 1988 AA2         | ۱۴ ژانویه ۱۹۸۸  |
| ۱۰۲۹۵ | Hippolyta        | ۱۲ آوریل ۱۹۸۸   |
| ۱۰۲۹۶ | 1988 RQ12        | ۱۴ سپتامبر ۱۹۸۸ |
| ۱۰۲۹۷ | 1988 RJ13        | ۱۴ سپتامبر ۱۹۸۸ |
| ۱۰۲۹۸ | 1988 SU2         | ۱۶ سپتامبر ۱۹۸۸ |
| ۱۰۲۹۹ | 1988 VS3         | ۱۳ نوامبر ۱۹۸۸  |
| ۱۰۳۰۰ | Tanakadate       | ۶ مارس ۱۹۸۹     |
| ۱۰۳۰۱ | Kataoka          | ۳۰ مارس ۱۹۸۹    |
| ۱۰۳۰۱ | 1989 ML          | ۲۹ ژوئن ۱۹۸۹    |
| ۱۰۳۰۳ | Freret           | ۲ سپتامبر ۱۹۸۹  |
| ۱۰۳۰۴ | Iwaki            | ۳۰ سپتامبر ۱۹۸۹ |
| ۱۰۳۰۵ | Grignard         | ۲۹ دسامبر ۱۹۸۹  |
| ۱۰۳۰۶ | Pagnol           | ۲۱ اوت ۱۹۹۰     |
| ۱۰۳۰۷ | 1990 QX1         | ۲۲ اوت ۱۹۹۰     |
| ۱۰۳۰۸ | 1990 QC3         | ۲۸ اوت ۱۹۹۰     |
| ۱۰۳۰۹ | 1990 QC6         | ۲۳ اوت ۱۹۹۰     |
| ۱۰۳۱۰ | Delacroix        | ۱۶ اوت ۱۹۹۰     |
| ۱۰۳۱۱ | Fantin-Latour    | ۱۶ اوت ۱۹۹۰     |
| ۱۰۳۱۲ | 1990 QT9         | ۲۳ اوت ۱۹۹۰     |
| ۱۰۳۱۳ | Vanessa-Mae      | ۲۶ اوت ۱۹۹۰     |
| ۱۰۳۱۳ | 1990 RF          | ۱۴ سپتامبر ۱۹۹۰ |
| ۱۰۳۱۵ | Brewster         | ۲۳ سپتامبر ۱۹۹۰ |
| ۱۰۳۱۶ | Williamturner    | ۲۲ سپتامبر ۱۹۹۰ |
| ۱۰۳۱۷ | 1990 SA15        | ۱۷ سپتامبر ۱۹۹۰ |
| ۱۰۳۱۸ | Sumaura          | ۱۵ اکتبر ۱۹۹۰   |
| ۱۰۳۱۹ | Toshiharu        | ۱۱ اکتبر ۱۹۹۰   |
| ۱۰۳۲۰ | Reiland          | ۱۴ اکتبر ۱۹۹۰   |
| ۱۰۳۲۱ | Rampo            | ۲۶ اکتبر ۱۹۹۰   |
| ۱۰۳۲۲ | Mayuminarita     | ۱۱ نوامبر ۱۹۹۰  |
| ۱۰۳۲۳ | Frazer           | ۱۴ نوامبر ۱۹۹۰  |
| ۱۰۳۲۴ | Vladimirov       | ۱۴ نوامبر ۱۹۹۰  |
| ۱۰۳۲۵ | Bexa             | ۱۸ نوامبر ۱۹۹۰  |
| ۱۰۳۲۶ | Kuragano         | ۲۱ نوامبر ۱۹۹۰  |
| ۱۰۳۲۷ | Batens           | ۲۱ نوامبر ۱۹۹۰  |
| ۱۰۳۲۸ | 1991 GC1         | ۱۰ آوریل ۱۹۹۱   |
| ۱۰۳۲۹ | 1991 GJ1         | ۱۱ آوریل ۱۹۹۱   |
| ۱۰۳۳۰ | Durkheim         | ۸ آوریل ۱۹۹۱    |
| ۱۰۳۳۱ | Peterbluhm       | ۹ آوریل ۱۹۹۱    |
| ۱۰۳۳۲ | Defi             | ۱۳ مه ۱۹۹۱      |
| ۱۰۳۳۳ | 1991 NZ6         | ۱۲ ژوئیه ۱۹۹۱   |
| ۱۰۳۳۴ | Gibbon           | ۳ اوت ۱۹۹۱      |
| ۱۰۳۳۵ | 1991 PG9         | ۱۵ اوت ۱۹۹۱     |
| ۱۰۳۳۶ | 1991 PJ12        | ۷ اوت ۱۹۹۱      |
| ۱۰۳۳۷ | 1991 RO1         | ۱۰ سپتامبر ۱۹۹۱ |
| ۱۰۳۳۸ | 1991 RB11        | ۱۰ سپتامبر ۱۹۹۱ |
| ۱۰۳۳۹ | 1991 RK17        | ۱۱ سپتامبر ۱۹۹۱ |
| ۱۰۳۴۰ | Jostjahn         | ۱۰ سپتامبر ۱۹۹۱ |
| ۱۰۳۴۱ | 1991 SC2         | ۱۶ سپتامبر ۱۹۹۱ |
| ۱۰۳۴۱ | 1991 TQ          | ۱ اکتبر ۱۹۹۱    |
| ۱۰۳۴۳ | Church           | ۴ نوامبر ۱۹۹۱   |
| ۱۰۳۴۴ | 1992 CA2         | ۱۲ فوریه ۱۹۹۲   |
| ۱۰۳۴۵ | 1992 DC11        | ۲۹ فوریه ۱۹۹۲   |
| ۱۰۳۴۶ | Triathlon        | ۲ آوریل ۱۹۹۲    |
| ۱۰۳۴۷ | Murom            | ۲۳ آوریل ۱۹۹۲   |
| ۱۰۳۴۸ | Poelchau         | ۲۹ آوریل ۱۹۹۲   |
| ۱۰۳۴۸ | 1992 LN          | ۳ ژوئن ۱۹۹۲     |
| ۱۰۳۵۰ | Spallanzani      | ۲۶ ژوئیه ۱۹۹۲   |
| ۱۰۳۵۱ | Seiichisato      | ۲۳ سپتامبر ۱۹۹۲ |
| ۱۰۳۵۲ | Kawamura         | ۲۶ اکتبر ۱۹۹۲   |
| ۱۰۳۵۳ | Momotaro         | ۲۰ دسامبر ۱۹۹۲  |
| ۱۰۳۵۴ | Guillaumebude    | ۲۷ ژانویه ۱۹۹۳  |
| ۱۰۳۵۵ | Kojiroharada     | ۱۵ مارس ۱۹۹۳    |
| ۱۰۳۵۶ | Rudolfsteiner    | ۱۵ سپتامبر ۱۹۹۳ |
| ۱۰۳۵۷ | 1993 SL3         | ۱۹ سپتامبر ۱۹۹۳ |
| ۱۰۳۵۸ | Kirchhoff        | ۹ اکتبر ۱۹۹۳    |
| ۱۰۳۵۹ | 1993 TU36        | ۱۳ اکتبر ۱۹۹۳   |
| ۱۰۳۵۹ | 1993 VN          | ۷ نوامبر ۱۹۹۳   |
| ۱۰۳۶۱ | Bunsen           | ۱۲ اوت ۱۹۹۴     |
| ۱۰۳۶۲ | 1994 UC2         | ۳۱ اکتبر ۱۹۹۴   |
| ۱۰۳۶۳ | 1994 UP11        | ۳۱ اکتبر ۱۹۹۴   |
| ۱۰۳۶۴ | Tainai           | ۳ نوامبر ۱۹۹۴   |
| ۱۰۳۶۵ | Kurokawa         | ۲۷ نوامبر ۱۹۹۴  |
| ۱۰۳۶۶ | Shozosato        | ۲۴ نوامبر ۱۹۹۴  |
| ۱۰۳۶۷ | Sayo             | ۳۱ دسامبر ۱۹۹۴  |
| ۱۰۳۶۸ | Kozuki           | ۷ فوریه ۱۹۹۵    |
| ۱۰۳۶۹ | Sinden           | ۸ فوریه ۱۹۹۵    |
| ۱۰۳۷۰ | Hylonome         | ۲۷ فوریه ۱۹۹۵   |
| ۱۰۳۷۱ | Gigli            | ۲۷ فوریه ۱۹۹۵   |
| ۱۰۳۷۲ | Moran            | ۲۶ مارس ۱۹۹۵    |
| ۱۰۳۷۳ | MacRobert        | ۱۴ مارس ۱۹۹۶    |
| ۱۰۳۷۴ | Etampes          | ۱۵ آوریل ۱۹۹۶   |
| ۱۰۳۷۵ | Michiokuga       | ۲۱ آوریل ۱۹۹۶   |
| ۱۰۳۷۶ | Chiarini         | ۱۶ مه ۱۹۹۶      |
| ۱۰۳۷۷ | 1996 NN4         | ۱۴ ژوئیه ۱۹۹۶   |
| ۱۰۳۷۸ | Ingmarbergman    | ۱۴ ژوئیه ۱۹۹۶   |
| ۱۰۳۷۸ | Ingmarbergman    | OH              |
| ۱۰۳۸۰ | Berwald          | ۸ اوت ۱۹۹۶      |
| ۱۰۳۸۱ | Malinsmith       | ۳ سپتامبر ۱۹۹۶  |
| ۱۰۳۸۲ | Hadamard         | ۱۵ سپتامبر ۱۹۹۶ |
| ۱۰۳۸۳ | 1996 SR7         | ۱۶ سپتامبر ۱۹۹۶ |
| ۱۰۳۸۴ | 1996 TQ10        | ۹ اکتبر ۱۹۹۶    |
| ۱۰۳۸۵ | Amaterasu        | ۱۵ اکتبر ۱۹۹۶   |
| ۱۰۳۸۶ | Romulus          | ۱۲ اکتبر ۱۹۹۶   |
| ۱۰۳۸۷ | Bepicolombo      | ۱۸ اکتبر ۱۹۹۶   |
| ۱۰۳۸۸ | Zhuguangya       | ۲۵ دسامبر ۱۹۹۶  |
| ۱۰۳۸۹ | Robmanning       | ۱ ژوئن ۱۹۹۷     |
| ۱۰۳۹۰ | Lenka            | ۲۷ اوت ۱۹۹۷     |
| ۱۰۳۹۱ | 1997 RR3         | ۵ سپتامبر ۱۹۹۷  |
| ۱۰۳۹۲ | Brace            | ۱۱ سپتامبر ۱۹۹۷ |
| ۱۰۳۹۳ | 1997 RF8         | ۴ سپتامبر ۱۹۹۷  |
| ۱۰۳۹۴ | 1997 SG1         | ۲۲ سپتامبر ۱۹۹۷ |
| ۱۰۳۹۵ | Jirkahorn        | ۲۳ سپتامبر ۱۹۹۷ |
| ۱۰۳۹۶ | 1997 SW33        | ۱۷ سپتامبر ۱۹۹۷ |
| ۱۰۳۹۷ | 1997 SX33        | ۱۷ سپتامبر ۱۹۹۷ |
| ۱۰۳۹۸ | 1997 UP8         | ۲۳ اکتبر ۱۹۹۷   |
| ۱۰۳۹۹ | Nishiharima      | ۲۹ اکتبر ۱۹۹۷   |
| ۱۰۴۰۰ | Hakkaisan        | ۱ نوامبر ۱۹۹۷   |
| ۱۰۴۰۱ | 1997 VD3         | ۶ نوامبر ۱۹۹۷   |
| ۱۰۴۰۲ | 1997 VS5         | ۸ نوامبر ۱۹۹۷   |
| ۱۰۴۰۳ | Marcelgrun       | ۲۲ نوامبر ۱۹۹۷  |
| ۱۰۴۰۴ | McCall           | ۲۲ نوامبر ۱۹۹۷  |
| ۱۰۴۰۵ | Yoshiaki         | ۱۹ نوامبر ۱۹۹۷  |
| ۱۰۴۰۶ | 1997 WZ29        | ۲۴ نوامبر ۱۹۹۷  |
| ۱۰۴۰۷ | 1997 WS32        | ۲۹ نوامبر ۱۹۹۷  |
| ۱۰۴۰۸ | 1997 WL44        | ۲۹ نوامبر ۱۹۹۷  |
| ۱۰۴۰۹ | 1997 WP44        | ۲۹ نوامبر ۱۹۹۷  |
| ۱۰۴۱۰ | 1997 XR9         | ۴ دسامبر ۱۹۹۷   |
| ۱۰۴۱۱ | 1997 XO11        | ۱۵ دسامبر ۱۹۹۷  |
| ۱۰۴۱۲ | Tsukuyomi        | ۲۱ دسامبر ۱۹۹۷  |
| ۱۰۴۱۳ | Pansecchi        | ۲۹ دسامبر ۱۹۹۷  |
| ۱۰۴۱۴ | 1998 QJ37        | ۱۷ اوت ۱۹۹۸     |
| ۱۰۴۱۴ | 1998             | UT۱۵            |
| ۱۰۴۱۶ | Kottler          | ۱۴ نوامبر ۱۹۹۸  |
| ۱۰۴۱۷ | 1998 WA23        | ۱۸ نوامبر ۱۹۹۸  |
| ۱۰۴۱۸ | 1998 WZ23        | ۲۵ نوامبر ۱۹۹۸  |
| ۱۰۴۱۹ | 1998 XB4         | ۱۱ دسامبر ۱۹۹۸  |
| ۱۰۴۲۰ | 1998 YB12        | ۲۷ دسامبر ۱۹۹۸  |
| ۱۰۴۲۱ | Dalmatin         | ۹ ژانویه ۱۹۹۹   |
| ۱۰۴۲۲ | 1999 AN22        | ۱۴ ژانویه ۱۹۹۹  |
| ۱۰۴۲۳ | Dajcic           | ۱۶ ژانویه ۱۹۹۹  |
| ۱۰۴۲۴ | Gaillard         | ۲۰ ژانویه ۱۹۹۹  |
| ۱۰۴۲۵ | Landfermann      | ۲۰ ژانویه ۱۹۹۹  |
| ۱۰۴۲۶ | Charlierouse     | ۱۶ ژانویه ۱۹۹۹  |
| ۱۰۴۲۷ | Klinkenberg      | ۲۴ سپتامبر ۱۹۶۰ |
| ۱۰۴۲۸ | Wanders          | ۲۴ سپتامبر ۱۹۶۰ |
| ۱۰۴۲۸ | Wanders          | P-L             |
| ۱۰۴۳۰ | Martschmidt      | ۲۴ سپتامبر ۱۹۶۰ |
| ۱۰۴۳۱ | Pottasch         | ۲۴ سپتامبر ۱۹۶۰ |
| ۱۰۴۳۲ | Ullischwarz      | ۲۴ سپتامبر ۱۹۶۰ |
| ۱۰۴۳۳ | Ponsen           | ۲۴ سپتامبر ۱۹۶۰ |
| ۱۰۴۳۴ | Tinbergen        | ۲۴ سپتامبر ۱۹۶۰ |
| ۱۰۴۳۵ | Tjeerd           | ۲۴ سپتامبر ۱۹۶۰ |
| ۱۰۴۳۶ | Janwillempel     | ۲۴ سپتامبر ۱۹۶۰ |
| ۱۰۴۳۶ | Janwillempel     | ۶۰۸۵            |
| ۱۰۴۳۸ | Ludolph          | ۲۴ سپتامبر ۱۹۶۰ |
| ۱۰۴۳۸ | Ludolph          | P-L             |
| ۱۰۴۳۸ | Ludolph          | P-L             |
| ۱۰۴۳۸ | Ludolph          | P-L             |
| ۱۰۴۴۲ | Biezenzo         | ۲۶ مارس ۱۹۷۱    |
| ۱۰۴۴۲ | Biezenzo         | ۱۰۴۵            |
| ۱۰۴۴۲ | Biezenzo         | T-۲             |
| ۱۰۴۴۵ | Coster           | ۲۹ سپتامبر ۱۹۷۳ |
| ۱۰۴۴۶ | Siegbahn         | ۱۶ اکتبر ۱۹۷۷   |
| ۱۰۴۴۷ | Bloembergen      | ۱۶ اکتبر ۱۹۷۷   |
| ۱۰۴۴۸ | Schawlow         | ۱۶ اکتبر ۱۹۷۷   |
| ۱۰۴۴۹ | Takuma           | ۱۶ اکتبر ۱۹۳۶   |
| ۱۰۴۵۰ | Girard           | ۶ مه ۱۹۶۷       |
| ۱۰۴۵۰ | 1975 SE          | ۲۸ سپتامبر ۱۹۷۵ |
| ۱۰۴۵۲ | Zuev             | ۲۵ سپتامبر ۱۹۷۶ |
| ۱۰۴۵۳ | Banzan           | ۱۸ فوریه ۱۹۷۷   |
| ۱۰۴۵۴ | Vallenar         | ۹ ژوئیه ۱۹۷۸    |
| ۱۰۴۵۵ | Donnison         | ۹ ژوئیه ۱۹۷۸    |
| ۱۰۴۵۶ | Anechka          | ۸ اوت ۱۹۷۸      |
| ۱۰۴۵۷ | Suminov          | ۳۱ اوت ۱۹۷۸     |
| ۱۰۴۵۸ | Sfranke          | ۲ سپتامبر ۱۹۷۸  |
| ۱۰۴۵۹ | Vladichaika      | ۲۷ سپتامبر ۱۹۷۸ |
| ۱۰۴۶۰ | 1978 VK8         | ۷ نوامبر ۱۹۷۸   |
| ۱۰۴۶۰ | 1978 XU          | ۶ دسامبر ۱۹۷۸   |
| ۱۰۴۶۰ | 1979 KM          | ۱۹ مه ۱۹۷۹      |
| ۱۰۴۶۳ | 1979 MB9         | ۲۵ ژوئن ۱۹۷۹    |
| ۱۰۴۶۴ | Jessie           | ۱۷ سپتامبر ۱۹۷۹ |
| ۱۰۴۶۵ | 1980 WE5         | ۲۹ نوامبر ۱۹۸۰  |
| ۱۰۴۶۶ | 1981 ET7         | ۱ مارس ۱۹۸۱     |
| ۱۰۴۶۷ | 1981 EZ7         | ۱ مارس ۱۹۸۱     |
| ۱۰۴۶۸ | 1981 EH9         | ۱ مارس ۱۹۸۱     |
| ۱۰۴۶۹ | 1981 EE14        | ۱ مارس ۱۹۸۱     |
| ۱۰۴۷۰ | 1981 EW18        | ۲ مارس ۱۹۸۱     |
| ۱۰۴۷۱ | 1981 EH20        | ۲ مارس ۱۹۸۱     |
| ۱۰۴۷۲ | 1981 EO20        | ۲ مارس ۱۹۸۱     |
| ۱۰۴۷۳ | 1981 EL21        | ۲ مارس ۱۹۸۱     |
| ۱۰۴۷۴ | 1981 EJ23        | ۳ مارس ۱۹۸۱     |
| ۱۰۴۷۵ | 1981 EX28        | ۱ مارس ۱۹۸۱     |
| ۱۰۴۷۶ | 1981 EY38        | ۲ مارس ۱۹۸۱     |
| ۱۰۴۷۷ | 1981 ET41        | ۲ مارس ۱۹۸۱     |
| ۱۰۴۷۸ | Alsabti          | ۲۴ نوامبر ۱۹۸۱  |
| ۱۰۴۷۸ | 1982 HJ          | ۱۸ آوریل ۱۹۸۲   |
| ۱۰۴۸۰ | Jennyblue        | ۱۵ مه ۱۹۸۲      |
| ۱۰۴۸۱ | Esipov           | ۲۳ اوت ۱۹۸۲     |
| ۱۰۴۸۲ | Dangrieser       | ۱۴ سپتامبر ۱۹۸۳ |
| ۱۰۴۸۳ | Tomburns         | ۴ سپتامبر ۱۹۸۳  |
| ۱۰۴۸۴ | Hecht            | ۲۸ نوامبر ۱۹۸۳  |
| ۱۰۴۸۵ | 1984 SY5         | ۲۱ سپتامبر ۱۹۸۴ |
| ۱۰۴۸۶ | 1985 CS2         | ۱۵ فوریه ۱۹۸۵   |
| ۱۰۴۸۷ | Danpeterson      | ۱۴ آوریل ۱۹۸۵   |
| ۱۰۴۸۸ | 1985 RS1         | ۱۲ سپتامبر ۱۹۸۵ |
| ۱۰۴۸۹ | 1985 TJ1         | ۱۵ اکتبر ۱۹۸۵   |
| ۱۰۴۸۹ | 1985 VL          | ۱۴ نوامبر ۱۹۸۵  |
| ۱۰۴۹۱ | 1986 QS1         | ۲۷ اوت ۱۹۸۶     |
| ۱۰۴۹۲ | 1986 QZ1         | ۲۸ اوت ۱۹۸۶     |
| ۱۰۴۹۳ | 1986 QH2         | ۲۸ اوت ۱۹۸۶     |
| ۱۰۴۹۴ | 1986 QO3         | ۲۹ اوت ۱۹۸۶     |
| ۱۰۴۹۴ | 1986 RD          | ۸ سپتامبر ۱۹۸۶  |
| ۱۰۴۹۴ | 1986 RK          | ۱۱ سپتامبر ۱۹۸۶ |
| ۱۰۴۹۴ | 1986 RQ          | ۱۱ سپتامبر ۱۹۸۶ |
| ۱۰۴۹۸ | Bobgent          | ۱۱ سپتامبر ۱۹۸۶ |
| ۱۰۴۹۹ | 1986 RN5         | ۷ سپتامبر ۱۹۸۶  |
| ۱۰۵۰۰ | Nishi-koen       | ۳ آوریل ۱۹۸۷    |
| ۱۰۵۰۱ | Ardmacha         | ۱۹ ژوئیه ۱۹۸۷   |
| ۱۰۵۰۲ | Armaghobs        | ۲۲ اوت ۱۹۸۷     |
| ۱۰۵۰۳ | 1987 SG13        | ۲۷ سپتامبر ۱۹۸۷ |
| ۱۰۵۰۴ | Doga             | ۲۲ اکتبر ۱۹۸۷   |
| ۱۰۵۰۵ | 1988 BN4         | ۲۲ ژانویه ۱۹۸۸  |
| ۱۰۵۰۶ | Rydberg          | ۱۳ فوریه ۱۹۸۸   |
| ۱۰۵۰۷ | 1988 ER1         | ۱۳ مارس ۱۹۸۸    |
| ۱۰۵۰۸ | 1988 RM4         | ۱ سپتامبر ۱۹۸۸  |
| ۱۰۵۰۹ | Heinrichkayser   | ۳ آوریل ۱۹۸۹    |
| ۱۰۵۱۰ | Maxschreier      | ۳ آوریل ۱۹۸۹    |
| ۱۰۵۱۰ | 1989 OD          | ۲۱ ژوئیه ۱۹۸۹   |
| ۱۰۵۱۲ | 1989 TP11        | ۲ اکتبر ۱۹۸۹    |
| ۱۰۵۱۳ | 1989 TJ14        | ۲ اکتبر ۱۹۸۹    |
| ۱۰۵۱۴ | 1989 TD16        | ۴ اکتبر ۱۹۸۹    |
| ۱۰۵۱۴ | 1989             | UB۳             |
| ۱۰۵۱۶ | Sakurajima       | ۱ نوامبر ۱۹۸۹   |
| ۱۰۵۱۷ | 1990 BH1         | ۲۸ ژانویه ۱۹۹۰  |
| ۱۰۵۱۷ | 1990 MC          | ۱۸ ژوئن ۱۹۹۰    |
| ۱۰۵۱۹ | 1990 RO2         | ۱۵ سپتامبر ۱۹۹۰ |
| ۱۰۵۲۰ | 1990 RS2         | ۱۵ سپتامبر ۱۹۹۰ |
| ۱۰۵۲۱ | 1990 RW7         | ۱۴ سپتامبر ۱۹۹۰ |
| ۱۰۵۲۲ | 1990 SN3         | ۱۸ سپتامبر ۱۹۹۰ |
| ۱۰۵۲۳ | D'Haveloose      | ۲۲ سپتامبر ۱۹۹۰ |
| ۱۰۵۲۴ | Maniewski        | ۲۲ سپتامبر ۱۹۹۰ |
| ۱۰۵۲۴ | 1990 TO          | ۱۲ اکتبر ۱۹۹۰   |
| ۱۰۵۲۶ | Ginkogino        | ۱۹ اکتبر ۱۹۹۰   |
| ۱۰۵۲۷ | 1990 UN1         | ۲۰ اکتبر ۱۹۹۰   |
| ۱۰۵۲۸ | 1990 VX3         | ۱۲ نوامبر ۱۹۹۰  |
| ۱۰۵۲۹ | Giessenburg      | ۱۶ نوامبر ۱۹۹۰  |
| ۱۰۵۲۹ | 1991 EA          | ۷ مارس ۱۹۹۱     |
| ۱۰۵۳۱ | 1991 GB1         | ۸ آوریل ۱۹۹۱    |
| ۱۰۵۳۲ | 1991 NA2         | ۱۴ ژوئیه ۱۹۹۱   |
| ۱۰۵۳۳ | 1991 PT12        | ۵ اوت ۱۹۹۱      |
| ۱۰۵۳۴ | 1991 PV16        | ۷ اوت ۱۹۹۱      |
| ۱۰۵۳۵ | 1991 RB1         | ۱۰ سپتامبر ۱۹۹۱ |
| ۱۰۵۳۶ | 1991 RZ8         | ۱۱ سپتامبر ۱۹۹۱ |
| ۱۰۵۳۷ | 1991 RY16        | ۱۵ سپتامبر ۱۹۹۱ |
| ۱۰۵۳۸ | Torode           | ۱۱ نوامبر ۱۹۹۱  |
| ۱۰۵۳۹ | 1991 VH4         | ۹ نوامبر ۱۹۹۱   |
| ۱۰۵۴۰ | Hachigoroh       | ۱۳ نوامبر ۱۹۹۱  |
| ۱۰۵۴۰ | 1991 YX          | ۳۱ دسامبر ۱۹۹۱  |
| ۱۰۵۴۲ | Ruckers          | ۲ فوریه ۱۹۹۲    |
| ۱۰۵۴۳ | Klee             | ۲۷ فوریه ۱۹۹۲   |
| ۱۰۵۴۴ | Horsnebara       | ۲۹ فوریه ۱۹۹۲   |
| ۱۰۵۴۵ | Kallunge         | ۲ مارس ۱۹۹۲     |
| ۱۰۵۴۶ | Nakanomakoto     | ۲۸ مارس ۱۹۹۲    |
| ۱۰۵۴۷ | Yosakoi          | ۲ مه ۱۹۹۲       |
| ۱۰۵۴۸ | 1992 PJ2         | ۲ اوت ۱۹۹۲      |
| ۱۰۵۴۹ | Helsingborg      | ۲ سپتامبر ۱۹۹۲  |
| ۱۰۵۵۰ | Malmo            | ۲ سپتامبر ۱۹۹۲  |
| ۱۰۵۵۱ | Goteborg         | ۱۸ دسامبر ۱۹۹۲  |
| ۱۰۵۵۲ | Stockholm        | ۲۲ ژانویه ۱۹۹۳  |
| ۱۰۵۵۳ | Stenkumla        | ۱۷ مارس ۱۹۹۳    |
| ۱۰۵۵۴ | Vasterhejde      | ۱۹ مارس ۱۹۹۳    |
| ۱۰۵۵۵ | Tagaharue        | ۱۶ آوریل ۱۹۹۳   |
| ۱۰۵۵۵ | 1993 QS          | ۱۹ اوت ۱۹۹۳     |
| ۱۰۵۵۷ | Rowland          | ۱۵ سپتامبر ۱۹۹۳ |
| ۱۰۵۵۸ | Karlstad         | ۱۵ سپتامبر ۱۹۹۳ |
| ۱۰۵۵۹ | Yukihisa         | ۱۶ سپتامبر ۱۹۹۳ |
| ۱۰۵۶۰ | Michinari        | ۸ اکتبر ۱۹۹۳    |
| ۱۰۵۶۱ | Shimizumasahiro  | ۱۵ اکتبر ۱۹۹۳   |
| ۱۰۵۶۲ | 1993 UB1         | ۱۹ اکتبر ۱۹۹۳   |
| ۱۰۵۶۳ | Izhdubar         | ۱۹ نوامبر ۱۹۹۳  |
| ۱۰۵۶۴ | 1993 XQ2         | ۱۴ دسامبر ۱۹۹۳  |
| ۱۰۵۶۵ | 1994 AT1         | ۹ ژانویه ۱۹۹۴   |
| ۱۰۵۶۶ | Zabadak          | ۱۴ ژانویه ۱۹۹۴  |
| ۱۰۵۶۶ | 1994 CV          | ۷ فوریه ۱۹۹۴    |
| ۱۰۵۶۸ | Yoshitanaka      | ۲ فوریه ۱۹۹۴    |
| ۱۰۵۶۹ | Kinoshitamasao   | ۸ آوریل ۱۹۹۴    |
| ۱۰۵۷۰ | Shibayasuo       | ۸ آوریل ۱۹۹۴    |
| ۱۰۵۷۱ | 1994 LA1         | ۵ ژوئن ۱۹۹۴     |
| ۱۰۵۷۲ | Kominejo         | ۸ نوامبر ۱۹۹۴   |
| ۱۰۵۷۳ | Piani            | ۲۹ نوامبر ۱۹۹۴  |
| ۱۰۵۷۴ | 1994 YH1         | ۳۱ دسامبر ۱۹۹۴  |
| ۱۰۵۷۵ | 1994 YV1         | ۳۱ دسامبر ۱۹۹۴  |
| ۱۰۵۷۵ | 1995 GF          | ۳ آوریل ۱۹۹۵    |
| ۱۰۵۷۷ | Jihcesmuzeum     | ۲ مه ۱۹۹۵       |
| ۱۰۵۷۷ | 1995 LH          | ۵ ژوئن ۱۹۹۵     |
| ۱۰۵۷۹ | Diluca           | ۲۰ ژوئیه ۱۹۹۵   |
| ۱۰۵۷۹ | 1995 OV          | ۲۴ ژوئیه ۱۹۹۵   |
| ۱۰۵۸۱ | Jenikhollan      | ۳۰ ژوئیه ۱۹۹۵   |
| ۱۰۵۸۲ | Harumi           | ۳ اکتبر ۱۹۹۵    |
| ۱۰۵۸۳ | Kanetugu         | ۲۱ نوامبر ۱۹۹۵  |
| ۱۰۵۸۴ | Ferrini          | ۱۴ آوریل ۱۹۹۶   |
| ۱۰۵۸۵ | Wabi-Sabi        | ۱۳ آوریل ۱۹۹۶   |
| ۱۰۵۸۶ | Jansteen         | ۲۲ مه ۱۹۹۶      |
| ۱۰۵۸۷ | Strindberg       | ۱۴ ژوئیه ۱۹۹۶   |
| ۱۰۵۸۸ | Adamcrandall     | ۱۸ ژوئیه ۱۹۹۶   |
| ۱۰۵۸۹ | 1996 OM2         | ۲۳ ژوئیه ۱۹۹۶   |
| ۱۰۵۹۰ | 1996 OP2         | ۲۴ ژوئیه ۱۹۹۶   |
| ۱۰۵۹۱ | Caverni          | ۱۳ اوت ۱۹۹۶     |
| ۱۰۵۹۲ | 1996 PN5         | ۱۰ اوت ۱۹۹۶     |
| ۱۰۵۹۳ | 1996 QQ1         | ۲۵ اوت ۱۹۹۶     |
| ۱۰۵۹۴ | 1996 RE4         | ۱۰ سپتامبر ۱۹۹۶ |
| ۱۰۵۹۵ | 1996 SS6         | ۲۱ سپتامبر ۱۹۹۶ |
| ۱۰۵۹۶ | Stevensimpson    | ۴ اکتبر ۱۹۹۶    |
| ۱۰۵۹۷ | 1996 TR10        | ۹ اکتبر ۱۹۹۶    |
| ۱۰۵۹۸ | Markrees         | ۱۳ اکتبر ۱۹۹۶   |
| ۱۰۵۹۹ | 1996 TK15        | ۹ اکتبر ۱۹۹۶    |
| ۱۰۶۰۰ | 1996 TK48        | ۹ اکتبر ۱۹۹۶    |
| ۱۰۶۰۱ | Hiwatashi        | ۱۶ اکتبر ۱۹۹۶   |
| ۱۰۶۰۲ | 1996 UG3         | ۱۶ اکتبر ۱۹۹۶   |
| ۱۰۶۰۳ | 1996 UF4         | ۲۹ اکتبر ۱۹۹۶   |
| ۱۰۶۰۴ | Susanoo          | ۳ نوامبر ۱۹۹۶   |
| ۱۰۶۰۵ | Guidoni          | ۳ نوامبر ۱۹۹۶   |
| ۱۰۶۰۶ | Crocco           | ۳ نوامبر ۱۹۹۶   |
| ۱۰۶۰۷ | Amandahatton     | ۱۳ نوامبر ۱۹۹۶  |
| ۱۰۶۰۸ | Mameta           | ۷ نوامبر ۱۹۹۶   |
| ۱۰۶۰۹ | Hirai            | ۲۸ نوامبر ۱۹۹۶  |
| ۱۰۶۱۰ | 1996 XR1         | ۲ دسامبر ۱۹۹۶   |
| ۱۰۶۱۱ | 1997 BB1         | ۲۳ ژانویه ۱۹۹۷  |
| ۱۰۶۱۲ | Houffalize       | ۳ مه ۱۹۹۷       |
| ۱۰۶۱۳ | Kushinadahime    | ۴ سپتامبر ۱۹۹۷  |
| ۱۰۶۱۴ | 1997 UH1         | ۲۱ اکتبر ۱۹۹۷   |
| ۱۰۶۱۵ | 1997 UK3         | ۲۶ اکتبر ۱۹۹۷   |
| ۱۰۶۱۶ | Inouetakeshi     | ۲۵ اکتبر ۱۹۹۷   |
| ۱۰۶۱۷ | Takumi           | ۲۵ اکتبر ۱۹۹۷   |
| ۱۰۶۱۸ | 1997 VU3         | ۶ نوامبر ۱۹۹۷   |
| ۱۰۶۱۹ | Ninigi           | ۲۷ نوامبر ۱۹۹۷  |
| ۱۰۶۲۰ | 1997 WQ34        | ۲۹ نوامبر ۱۹۹۷  |
| ۱۰۶۲۰ | 1997 XN          | ۳ دسامبر ۱۹۹۷   |
| ۱۰۶۲۲ | 1997 XA12        | ۵ دسامبر ۱۹۹۷   |
| ۱۰۶۲۳ | 1997 YP7         | ۲۷ دسامبر ۱۹۹۷  |
| ۱۰۶۲۴ | 1997 YR13        | ۳۱ دسامبر ۱۹۹۷  |
| ۱۰۶۲۵ | 1998 AC8         | ۲ ژانویه ۱۹۹۸   |
| ۱۰۶۲۶ | Zajic            | ۱۰ ژانویه ۱۹۹۸  |
| ۱۰۶۲۷ | Ookuninushi      | ۱۹ ژانویه ۱۹۹۸  |
| ۱۰۶۲۸ | Feuerbacher      | ۱۸ ژانویه ۱۹۹۸  |
| ۱۰۶۲۹ | 1998 BK11        | ۲۳ ژانویه ۱۹۹۸  |
| ۱۰۶۳۰ | 1998 BV12        | ۲۳ ژانویه ۱۹۹۸  |
| ۱۰۶۳۱ | 1998 BM15        | ۲۴ ژانویه ۱۹۹۸  |
| ۱۰۶۳۲ | 1998 CV1         | ۱ فوریه ۱۹۹۸    |
| ۱۰۶۳۳ | Akimasa          | ۲۰ فوریه ۱۹۹۸   |
| ۱۰۶۳۴ | Pepibican        | ۸ آوریل ۱۹۹۸    |
| ۱۰۶۳۵ | 1998 QH8         | ۱۷ اوت ۱۹۹۸     |
| ۱۰۶۳۶ | 1998 QK56        | ۲۸ اوت ۱۹۹۸     |
| ۱۰۶۳۷ | Heimlich         | ۲۶ اوت ۱۹۹۸     |
| ۱۰۶۳۸ | McGlothlin       | ۱۶ سپتامبر ۱۹۹۸ |
| ۱۰۶۳۹ | Gleason          | ۱۴ نوامبر ۱۹۹۸  |
| ۱۰۶۴۰ | 1998 WU19        | ۲۵ نوامبر ۱۹۹۸  |
| ۱۰۶۴۱ | 1998 XS52        | ۱۴ دسامبر ۱۹۹۸  |
| ۱۰۶۴۲ | Charmaine        | ۱۹ ژانویه ۱۹۹۹  |
| ۱۰۶۴۳ | 1999 CE78        | ۱۲ فوریه ۱۹۹۹   |
| ۱۰۶۴۴ | 1999 DM2         | ۱۹ فوریه ۱۹۹۹   |
| ۱۰۶۴۵ | Brac             | ۱۴ مارس ۱۹۹۹    |
| ۱۰۶۴۶ | Machielalberts   | ۲۶ سپتامبر ۱۹۶۰ |
| ۱۰۶۴۷ | Meesters         | ۲۵ سپتامبر ۱۹۶۰ |
| ۱۰۶۴۸ | Plancius         | ۲۴ سپتامبر ۱۹۶۰ |
| ۱۰۶۴۹ | VOC              | ۲۴ سپتامبر ۱۹۶۰ |
| ۱۰۶۵۰ | Houtman          | ۲۴ سپتامبر ۱۹۶۰ |
| ۱۰۶۵۰ | Houtman          | P-L             |
| ۱۰۶۵۲ | Blaeu            | ۲۴ سپتامبر ۱۹۶۰ |
| ۱۰۶۵۳ | Witsen           | ۲۴ سپتامبر ۱۹۶۰ |
| ۱۰۶۵۴ | Bontekoe         | ۲۴ سپتامبر ۱۹۶۰ |
| ۱۰۶۵۵ | Pietkeyser       | ۱۷ اکتبر ۱۹۶۰   |
| ۱۰۶۵۶ | Albrecht         | ۲۵ مارس ۱۹۷۱    |
| ۱۰۶۵۷ | Wanach           | ۲۵ مارس ۱۹۷۱    |
| ۱۰۶۵۸ | Gretadevries     | ۲۵ مارس ۱۹۷۱    |
| ۱۰۶۵۹ | Sauerland        | ۲۶ مارس ۱۹۷۱    |
| ۱۰۶۶۰ | Felixhormuth     | ۲۶ مارس ۱۹۷۱    |
| ۱۰۶۶۱ | Teutoburgerwald  | ۲۹ سپتامبر ۱۹۷۳ |
| ۱۰۶۶۲ | Peterwisse       | ۳۰ سپتامبر ۱۹۷۳ |
| ۱۰۶۶۳ | Schwarzwald      | ۲۹ سپتامبر ۱۹۷۳ |
| ۱۰۶۶۴ | Phemios          | ۲۵ سپتامبر ۱۹۷۳ |
| ۱۰۶۶۵ | Ortigao          | ۱۶ اکتبر ۱۹۷۷   |
| ۱۰۶۶۶ | Feldberg         | ۱۶ اکتبر ۱۹۷۷   |
| ۱۰۶۶۶ | Feldberg         | UA              |
| ۱۰۶۶۸ | 1976 UB1         | ۲۴ اکتبر ۱۹۷۶   |
| ۱۰۶۶۹ | Herfordia        | ۱۶ مارس ۱۹۷۷    |
| ۱۰۶۷۰ | Seminozhenko     | ۱۴ اوت ۱۹۷۷     |
| ۱۰۶۷۱ | Mazurova         | ۱۱ سپتامبر ۱۹۷۷ |
| ۱۰۶۷۲ | Kostyukova       | ۳۱ اوت ۱۹۷۸     |
| ۱۰۶۷۳ | 1978 VU5         | ۷ نوامبر ۱۹۷۸   |
| ۱۰۶۷۴ | 1978 VT10        | ۷ نوامبر ۱۹۷۸   |
| ۱۰۶۷۵ | Kharlamov        | ۱ نوامبر ۱۹۷۸   |
| ۱۰۶۷۶ | Jamesmcdanell    | ۲۵ ژوئن ۱۹۷۹    |
| ۱۰۶۷۷ | 1979 MN3         | ۲۵ ژوئن ۱۹۷۹    |
| ۱۰۶۷۸ | 1979 MG6         | ۲۵ ژوئن ۱۹۷۹    |
| ۱۰۶۷۹ | 1979 MH6         | ۲۵ ژوئن ۱۹۷۹    |
| ۱۰۶۸۰ | 1979 ME8         | ۲۵ ژوئن ۱۹۷۹    |
| ۱۰۶۸۱ | Khture           | ۱۴ اکتبر ۱۹۷۹   |
| ۱۰۶۸۱ | 1980 KK          | ۲۲ مه ۱۹۸۰      |
| ۱۰۶۸۳ | Carter           | ۱۰ ژوئن ۱۹۸۰    |
| ۱۰۶۸۴ | Babkina          | ۸ سپتامبر ۱۹۸۰  |
| ۱۰۶۸۵ | Kharkivuniver    | ۹ نوامبر ۱۹۸۰   |
| ۱۰۶۸۶ | 1980 VX2         | ۱ نوامبر ۱۹۸۰   |
| ۱۰۶۸۶ | 1980 XX          | ۷ دسامبر ۱۹۸۰   |
| ۱۰۶۸۶ | 1981 DK          | ۲۸ فوریه ۱۹۸۱   |
| ۱۰۶۸۹ | 1981 DZ1         | ۲۸ فوریه ۱۹۸۱   |
| ۱۰۶۹۰ | 1981 DO3         | ۲۸ فوریه ۱۹۸۱   |
| ۱۰۶۹۱ | 1981 EJ19        | ۲ مارس ۱۹۸۱     |
| ۱۰۶۹۲ | 1981 EK19        | ۲ مارس ۱۹۸۱     |
| ۱۰۶۹۳ | 1981 ES20        | ۲ مارس ۱۹۸۱     |
| ۱۰۶۹۴ | 1981 EH21        | ۲ مارس ۱۹۸۱     |
| ۱۰۶۹۵ | 1981 ER21        | ۲ مارس ۱۹۸۱     |
| ۱۰۶۹۶ | 1981 EO24        | ۲ مارس ۱۹۸۱     |
| ۱۰۶۹۷ | 1981 EO40        | ۲ مارس ۱۹۸۱     |
| ۱۰۶۹۸ | 1981 EJ43        | ۳ مارس ۱۹۸۱     |
| ۱۰۶۹۹ | 1981 ES43        | ۶ مارس ۱۹۸۱     |
| ۱۰۷۰۰ | 1981 ET47        | ۲ مارس ۱۹۸۱     |
| ۱۰۷۰۰ | 1981 PF          | ۸ اوت ۱۹۸۱      |
| ۱۰۷۰۲ | Arizorcas        | ۳۰ اوت ۱۹۸۱     |
| ۱۰۷۰۳ | 1981 QU3         | ۲۳ اوت ۱۹۸۱     |
| ۱۰۷۰۴ | 1981 RQ1         | ۱ سپتامبر ۱۹۸۱  |
| ۱۰۷۰۴ | 1981 SL          | ۲۲ سپتامبر ۱۹۸۱ |
| ۱۰۷۰۶ | 1981 SE2         | ۲۶ سپتامبر ۱۹۸۱ |
| ۱۰۷۰۷ | 1981 UV23        | ۲۴ اکتبر ۱۹۸۱   |
| ۱۰۷۰۸ | 1981 UE26        | ۲۵ اکتبر ۱۹۸۱   |
| ۱۰۷۰۹ | Ottofranz        | ۲۴ ژانویه ۱۹۸۲  |
| ۱۰۷۱۰ | 1982 JE1         | ۱۵ مه ۱۹۸۲      |
| ۱۰۷۱۱ | Pskov            | ۱۵ اکتبر ۱۹۸۲   |
| ۱۰۷۱۲ | Malashchuk       | ۲۰ اکتبر ۱۹۸۲   |
| ۱۰۷۱۳ | Limorenko        | ۲۲ اکتبر ۱۹۸۲   |
| ۱۰۷۱۳ | 1983 QG          | ۳۱ اوت ۱۹۸۳     |
| ۱۰۷۱۵ | Nagler           | ۱۱ سپتامبر ۱۹۸۳ |
| ۱۰۷۱۶ | Olivermorton     | ۲۹ نوامبر ۱۹۸۳  |
| ۱۰۷۱۷ | Dickwalker       | ۱ دسامبر ۱۹۸۳   |
| ۱۰۷۱۸ | Samusʹ           | ۲۳ اوت ۱۹۸۵     |
| ۱۰۷۱۹ | Andamar          | ۱۵ اکتبر ۱۹۸۵   |
| ۱۰۷۲۰ | Danzl            | ۵ آوریل ۱۹۸۶    |
| ۱۰۷۲۱ | Tuterov          | ۱۷ اوت ۱۹۸۶     |
| ۱۰۷۲۲ | Monari           | ۱ اکتبر ۱۹۸۶    |
| ۱۰۷۲۲ | 1986 TH          | ۳ اکتبر ۱۹۸۶    |
| ۱۰۷۲۴ | 1986 VR5         | ۵ نوامبر ۱۹۸۶   |
| ۱۰۷۲۵ | Sukunabikona     | ۲۲ نوامبر ۱۹۸۶  |
| ۱۰۷۲۶ | Elodie           | ۲۸ ژانویه ۱۹۸۷  |
| ۱۰۷۲۷ | Akitsushima      | ۲۵ فوریه ۱۹۸۷   |
| ۱۰۷۲۸ | Vladimirfock     | ۴ سپتامبر ۱۹۸۷  |
| ۱۰۷۲۹ | Tsvetkova        | ۴ سپتامبر ۱۹۸۷  |
| ۱۰۷۳۰ | White            | ۱۹ سپتامبر ۱۹۸۷ |
| ۱۰۷۳۱ | 1988 BL3         | ۱۶ ژانویه ۱۹۸۸  |
| ۱۰۷۳۲ | 1988 BM3         | ۱۷ ژانویه ۱۹۸۸  |
| ۱۰۷۳۳ | Georgesand       | ۱۱ فوریه ۱۹۸۸   |
| ۱۰۷۳۴ | Wieck            | ۱۳ فوریه ۱۹۸۸   |
| ۱۰۷۳۵ | Seine            | ۱۵ فوریه ۱۹۸۸   |
| ۱۰۷۳۶ | 1988 DD3         | ۲۲ فوریه ۱۹۸۸   |
| ۱۰۷۳۷ | 1988 DZ4         | ۲۵ فوریه ۱۹۸۸   |
| ۱۰۷۳۸ | 1988 FW2         | ۱۷ مارس ۱۹۸۸    |
| ۱۰۷۳۹ | Lowman           | ۱۲ مه ۱۹۸۸      |
| ۱۰۷۴۰ | Fallersleben     | ۸ سپتامبر ۱۹۸۸  |
| ۱۰۷۴۱ | 1988 SF3         | ۱۶ سپتامبر ۱۹۸۸ |
| ۱۰۷۴۲ | 1988 VK2         | ۷ نوامبر ۱۹۸۸   |
| ۱۰۷۴۳ | 1988 VS2         | ۱۲ نوامبر ۱۹۸۸  |
| ۱۰۷۴۳ | 1988 XO          | ۵ دسامبر ۱۹۸۸   |
| ۱۰۷۴۵ | Arnstadt         | ۱۱ ژانویه ۱۹۸۹  |
| ۱۰۷۴۶ | Muhlhausen       | ۱۰ فوریه ۱۹۸۹   |
| ۱۰۷۴۷ | Kothen           | ۱ فوریه ۱۹۸۹    |
| ۱۰۷۴۸ | 1989 CE8         | ۸ فوریه ۱۹۸۹    |
| ۱۰۷۴۹ | Musaus           | ۶ آوریل ۱۹۸۹    |
| ۱۰۷۴۹ | 1989 PT          | ۹ اوت ۱۹۸۹      |
| ۱۰۷۵۱ | 1989 UV1         | ۲۹ اکتبر ۱۹۸۹   |
| ۱۰۷۵۲ | 1989 WJ1         | ۲۵ نوامبر ۱۹۸۹  |
| ۱۰۷۵۲ | 1989             | ۱۹۸۹            |
| ۱۰۷۵۴ | 1990 QV5         | ۲۹ اوت ۱۹۹۰     |
| ۱۰۷۵۵ | 1990 RO6         | ۱۰ سپتامبر ۱۹۹۰ |
| ۱۰۷۵۶ | 1990 SJ2         | ۱۷ سپتامبر ۱۹۹۰ |
| ۱۰۷۵۷ | 1990 SF3         | ۱۸ سپتامبر ۱۹۹۰ |
| ۱۰۷۵۸ | 1990 SM7         | ۲۲ سپتامبر ۱۹۹۰ |
| ۱۰۷۵۹ | 1990 SX16        | ۱۷ سپتامبر ۱۹۹۰ |
| ۱۰۷۶۰ | Ozeki            | ۱۵ اکتبر ۱۹۹۰   |
| ۱۰۷۶۱ | Lyubimets        | ۱۲ اکتبر ۱۹۹۰   |
| ۱۰۷۶۱ | Lyubimets        | TC۴             |
| ۱۰۷۶۳ | Hlawka           | ۱۲ اکتبر ۱۹۹۰   |
| ۱۰۷۶۴ | Rubezahl         | ۱۲ اکتبر ۱۹۹۰   |
| ۱۰۷۶۴ | 1990 UZ          | ۲۰ اکتبر ۱۹۹۰   |
| ۱۰۷۶۶ | 1990 UB1         | ۲۰ اکتبر ۱۹۹۰   |
| ۱۰۷۶۷ | Toyomasu         | ۲۲ اکتبر ۱۹۹۰   |
| ۱۰۷۶۸ | Sarutahiko       | ۲۱ اکتبر ۱۹۹۰   |
| ۱۰۷۶۸ | Sarutahiko       | UJ۵             |
| ۱۰۷۶۸ | Sarutahiko       | VU۵             |
| ۱۰۷۶۸ | Sarutahiko       | VK۶             |
| ۱۰۷۶۸ | 1990 YM          | ۲۳ دسامبر ۱۹۹۰  |
| ۱۰۷۷۳ | 1991 AK2         | ۷ ژانویه ۱۹۹۱   |
| ۱۰۷۷۴ | Eisenach         | ۱۵ ژانویه ۱۹۹۱  |
| ۱۰۷۷۵ | Leipzig          | ۱۵ ژانویه ۱۹۹۱  |
| ۱۰۷۷۶ | Musashitomiyo    | ۱۲ فوریه ۱۹۹۱   |
| ۱۰۷۷۷ | 1991 EB5         | ۱۳ مارس ۱۹۹۱    |
| ۱۰۷۷۸ | Marcks           | ۹ آوریل ۱۹۹۱    |
| ۱۰۷۷۸ | 1991 LW          | ۱۴ ژوئن ۱۹۹۱    |
| ۱۰۷۸۰ | Apollinaire      | ۲ اوت ۱۹۹۱      |
| ۱۰۷۸۱ | Ritter           | ۶ اوت ۱۹۹۱      |
| ۱۰۷۸۲ | Hittmair         | ۱۲ سپتامبر ۱۹۹۱ |
| ۱۰۷۸۳ | 1991 RB9         | ۱۱ سپتامبر ۱۹۹۱ |
| ۱۰۷۸۴ | Noailles         | ۴ سپتامبر ۱۹۹۱  |
| ۱۰۷۸۵ | Dejaiffe         | ۴ سپتامبر ۱۹۹۱  |
| ۱۰۷۸۶ | Robertmayer      | ۷ اکتبر ۱۹۹۱    |
| ۱۰۷۸۷ | Ottoburkard      | ۴ اکتبر ۱۹۹۱    |
| ۱۰۷۸۷ | 1991 UC          | ۱۸ اکتبر ۱۹۹۱   |
| ۱۰۷۸۹ | Mikeread         | ۵ نوامبر ۱۹۹۱   |
| ۱۰۷۸۹ | 1991 XS          | ۵ دسامبر ۱۹۹۱   |
| ۱۰۷۸۹ | 1992 CS          | ۸ فوریه ۱۹۹۲    |
| ۱۰۷۹۲ | Ecuador          | ۲ فوریه ۱۹۹۲    |
| ۱۰۷۹۳ | Quito            | ۲ فوریه ۱۹۹۲    |
| ۱۰۷۹۴ | Vange            | ۲۹ فوریه ۱۹۹۲   |
| ۱۰۷۹۵ | Babben           | ۱ مارس ۱۹۹۲     |
| ۱۰۷۹۶ | Sollerman        | ۲ مارس ۱۹۹۲     |
| ۱۰۷۹۷ | Guatemala        | ۴ آوریل ۱۹۹۲    |
| ۱۰۷۹۷ | 1992 LK          | ۳ ژوئن ۱۹۹۲     |
| ۱۰۷۹۹ | Yucatan          | ۲۶ ژوئیه ۱۹۹۲   |
| ۱۰۸۰۰ | 1992 OM8         | ۲۲ ژوئیه ۱۹۹۲   |
| ۱۰۸۰۱ | Luneburg         | ۲۳ سپتامبر ۱۹۹۲ |
| ۱۰۸۰۲ | Masamifuruya     | ۲۸ اکتبر ۱۹۹۲   |
| ۱۰۸۰۳ | Caleyo           | ۲۱ اکتبر ۱۹۹۲   |
| ۱۰۸۰۴ | Amenouzume       | ۲۳ نوامبر ۱۹۹۲  |
| ۱۰۸۰۵ | Iwano            | ۱۸ نوامبر ۱۹۹۲  |
| ۱۰۸۰۶ | Mexico           | ۲۳ مارس ۱۹۹۳    |
| ۱۰۸۰۷ | Uggarde          | ۱۷ مارس ۱۹۹۳    |
| ۱۰۸۰۸ | Digerrojr        | ۱۷ مارس ۱۹۹۳    |
| ۱۰۸۰۹ | Majsterrojr      | ۱۷ مارس ۱۹۹۳    |
| ۱۰۸۱۰ | Lejsturojr       | ۱۷ مارس ۱۹۹۳    |
| ۱۰۸۱۱ | Lau              | ۱۷ مارس ۱۹۹۳    |
| ۱۰۸۱۲ | Grotlingbo       | ۲۱ مارس ۱۹۹۳    |
| ۱۰۸۱۳ | Masterby         | ۱۹ مارس ۱۹۹۳    |
| ۱۰۸۱۴ | Gnisvard         | ۱۹ مارس ۱۹۹۳    |
| ۱۰۸۱۵ | Ostergarn        | ۱۹ مارس ۱۹۹۳    |
| ۱۰۸۱۶ | 1993 FZ35        | ۱۹ مارس ۱۹۹۳    |
| ۱۰۸۱۷ | 1993 FR44        | ۲۱ مارس ۱۹۹۳    |
| ۱۰۸۱۸ | 1993 FK81        | ۱۸ مارس ۱۹۹۳    |
| ۱۰۸۱۹ | Mahakala         | ۱۹ آوریل ۱۹۹۳   |
| ۱۰۸۲۰ | Offenbach        | ۱۸ اوت ۱۹۹۳     |
| ۱۰۸۲۱ | Kimuratakeshi    | ۱۶ سپتامبر ۱۹۹۳ |
| ۱۰۸۲۲ | Yasunori         | ۱۶ سپتامبر ۱۹۹۳ |
| ۱۰۸۲۳ | Sakaguchi        | ۱۶ سپتامبر ۱۹۹۳ |
| ۱۰۸۲۴ | 1993 SW3         | ۲۴ سپتامبر ۱۹۹۳ |
| ۱۰۸۲۵ | Augusthermann    | ۱۸ سپتامبر ۱۹۹۳ |
| ۱۰۸۲۶ | 1993 SK16        | ۱۹ سپتامبر ۱۹۹۳ |
| ۱۰۸۲۷ | Doikazunori      | ۱۱ اکتبر ۱۹۹۳   |
| ۱۰۸۲۸ | Tomjones         | ۸ اکتبر ۱۹۹۳    |
| ۱۰۸۲۸ | 1993 UU          | ۲۲ اکتبر ۱۹۹۳   |
| ۱۰۸۳۰ | Desforges        | ۲۰ اکتبر ۱۹۹۳   |
| ۱۰۸۳۱ | Takamagahara     | ۱۵ نوامبر ۱۹۹۳  |
| ۱۰۸۳۲ | Hazamashigetomi  | ۱۵ نوامبر ۱۹۹۳  |
| ۱۰۸۳۳ | 1993 VJ4         | ۱۱ نوامبر ۱۹۹۳  |
| ۱۰۸۳۴ | Zembsch-Schreve  | ۸ نوامبر ۱۹۹۳   |
| ۱۰۸۳۵ | Frobel           | ۱۲ نوامبر ۱۹۹۳  |
| ۱۰۸۳۶ | 1994 CS2         | ۱۴ فوریه ۱۹۹۴   |
| ۱۰۸۳۷ | Yuyakekoyake     | ۶ مارس ۱۹۹۴     |
| ۱۰۸۳۸ | Lebon            | ۹ مارس ۱۹۹۴     |
| ۱۰۸۳۹ | Hufeland         | ۳ آوریل ۱۹۹۴    |
| ۱۰۸۳۹ | 1994 LR          | ۱ ژوئن ۱۹۹۴     |
| ۱۰۸۴۱ | 1994 PP1         | ۱۲ اوت ۱۹۹۴     |
| ۱۰۸۴۲ | 1994 UY1         | ۳۱ اکتبر ۱۹۹۴   |
| ۱۰۸۴۳ | 1994 YF2         | ۳۰ دسامبر ۱۹۹۴  |
| ۱۰۸۴۳ | 1995 AG          | ۲ ژانویه ۱۹۹۵   |
| ۱۰۸۴۵ | 1995 AA1         | ۶ ژانویه ۱۹۹۵   |
| ۱۰۸۴۶ | 1995 AW2         | ۲ ژانویه ۱۹۹۵   |
| ۱۰۸۴۷ | Koch             | ۵ ژانویه ۱۹۹۵   |
| ۱۰۸۴۸ | 1995 BD1         | ۲۵ ژانویه ۱۹۹۵  |
| ۱۰۸۴۹ | 1995 BO1         | ۲۵ ژانویه ۱۹۹۵  |
| ۱۰۸۵۰ | Denso            | ۲۶ ژانویه ۱۹۹۵  |
| ۱۰۸۵۰ | 1995 CE          | ۱ فوریه ۱۹۹۵    |
| ۱۰۸۵۰ | 1995 CK          | ۱ فوریه ۱۹۹۵    |
| ۱۰۸۵۰ | 1995 CW          | ۶ فوریه ۱۹۹۵    |
| ۱۰۸۵۴ | 1995 DO1         | ۲۲ فوریه ۱۹۹۵   |
| ۱۰۸۵۵ | 1995 DR1         | ۲۶ فوریه ۱۹۹۵   |
| ۱۰۸۵۶ | Bechstein        | ۴ مارس ۱۹۹۵     |
| ۱۰۸۵۷ | Bluthner         | ۵ مارس ۱۹۹۵     |
| ۱۰۸۵۷ | 1995 FT          | ۲۸ مارس ۱۹۹۵    |
| ۱۰۸۵۹ | 1995 GJ7         | ۱ آوریل ۱۹۹۵    |
| ۱۰۸۵۹ | 1995 LE          | ۳ ژوئن ۱۹۹۵     |
| ۱۰۸۶۱ | Ciske            | ۲۲ ژوئن ۱۹۹۵    |
| ۱۰۸۶۲ | 1995 QE2         | ۲۶ اوت ۱۹۹۵     |
| ۱۰۸۶۳ | Oye              | ۳۱ اوت ۱۹۹۵     |
| ۱۰۸۶۴ | Yamagatashi      | ۳۱ اوت ۱۹۹۵     |
| ۱۰۸۶۵ | Thelmaruby       | ۲۱ سپتامبر ۱۹۹۵ |
| ۱۰۸۶۶ | Peru             | ۱۴ ژوئیه ۱۹۹۶   |
| ۱۰۸۶۷ | Lima             | ۱۴ ژوئیه ۱۹۹۶   |
| ۱۰۸۶۸ | 1996 RF5         | ۳ سپتامبر ۱۹۹۶  |
| ۱۰۸۶۹ | 1996 SJ4         | ۲۱ سپتامبر ۱۹۹۶ |
| ۱۰۸۷۰ | Gwendolen        | ۲۵ سپتامبر ۱۹۹۶ |
| ۱۰۸۷۱ | 1996 TG7         | ۵ اکتبر ۱۹۹۶    |
| ۱۰۸۷۲ | Vaculik          | ۱۲ اکتبر ۱۹۹۶   |
| ۱۰۸۷۳ | 1996 TF11        | ۱۱ اکتبر ۱۹۹۶   |
| ۱۰۸۷۴ | Locatelli        | ۴ اکتبر ۱۹۹۶    |
| ۱۰۸۷۵ | Veracini         | ۷ اکتبر ۱۹۹۶    |
| ۱۰۸۷۵ | 1996 UB          | ۱۶ اکتبر ۱۹۹۶   |
| ۱۰۸۷۵ | 1996 UR          | ۱۶ اکتبر ۱۹۹۶   |
| ۱۰۸۷۸ | Moriyama         | ۳ نوامبر ۱۹۹۶   |
| ۱۰۸۷۹ | 1996 VM3         | ۶ نوامبر ۱۹۹۶   |
| ۱۰۸۸۰ | Kaguya           | ۶ نوامبر ۱۹۹۶   |
| ۱۰۸۸۱ | 1996 VA5         | ۴ نوامبر ۱۹۹۶   |
| ۱۰۸۸۲ | Shinonaga        | ۳ نوامبر ۱۹۹۶   |
| ۱۰۸۸۳ | 1996 VU5         | ۱۴ نوامبر ۱۹۹۶  |
| ۱۰۸۸۴ | Tsuboimasaki     | ۷ نوامبر ۱۹۹۶   |
| ۱۰۸۸۵ | Horimasato       | ۷ نوامبر ۱۹۹۶   |
| ۱۰۸۸۶ | Mitsuroohba      | ۱۰ نوامبر ۱۹۹۶  |
| ۱۰۸۸۷ | 1996 XU25        | ۱۲ دسامبر ۱۹۹۶  |
| ۱۰۸۸۸ | Yamatano-orochi  | ۶ دسامبر ۱۹۹۶   |
| ۱۰۸۸۹ | 1997 AO1         | ۲ ژانویه ۱۹۹۷   |
| ۱۰۸۹۰ | 1997 AY2         | ۴ ژانویه ۱۹۹۷   |
| ۱۰۸۹۱ | Fink             | ۳۰ اوت ۱۹۹۷     |
| ۱۰۸۹۲ | 1997 SX2         | ۲۳ سپتامبر ۱۹۹۷ |
| ۱۰۸۹۳ | 1997 SB10        | ۱۹ سپتامبر ۱۹۹۷ |
| ۱۰۸۹۴ | Nakai            | ۳۰ سپتامبر ۱۹۹۷ |
| ۱۰۸۹۵ | Aynrand          | ۱۱ اکتبر ۱۹۹۷   |
| ۱۰۸۹۶ | 1997 UZ14        | ۲۶ اکتبر ۱۹۹۷   |
| ۱۰۸۹۷ | 1997 VW3         | ۷ نوامبر ۱۹۹۷   |
| ۱۰۸۹۸ | 1997 WJ2         | ۲۳ نوامبر ۱۹۹۷  |
| ۱۰۸۹۹ | 1997 WN13        | ۲۴ نوامبر ۱۹۹۷  |
| ۱۰۹۰۰ | Folkner          | ۳۰ نوامبر ۱۹۹۷  |
| ۱۰۹۰۱ | 1997 WS21        | ۳۰ نوامبر ۱۹۹۷  |
| ۱۰۹۰۲ | 1997 WB22        | ۲۵ نوامبر ۱۹۹۷  |
| ۱۰۹۰۳ | 1997 WA30        | ۲۴ نوامبر ۱۹۹۷  |
| ۱۰۹۰۴ | 1997 WR31        | ۲۹ نوامبر ۱۹۹۷  |
| ۱۰۹۰۵ | 1997 WB38        | ۲۹ نوامبر ۱۹۹۷  |
| ۱۰۹۰۶ | 1997 WO44        | ۲۹ نوامبر ۱۹۹۷  |
| ۱۰۹۰۷ | Savalle          | ۶ دسامبر ۱۹۹۷   |
| ۱۰۹۰۸ | Kallestroetzel   | ۷ دسامبر ۱۹۹۷   |
| ۱۰۹۰۹ | 1997 XB10        | ۵ دسامبر ۱۹۹۷   |
| ۱۰۹۰۹ | 1997 YX          | ۲۰ دسامبر ۱۹۹۷  |
| ۱۰۹۱۱ | 1997 YC1         | ۱۹ دسامبر ۱۹۹۷  |
| ۱۰۹۱۲ | 1997 YW5         | ۲۵ دسامبر ۱۹۹۷  |
| ۱۰۹۱۳ | 1997 YE14        | ۳۱ دسامبر ۱۹۹۷  |
| ۱۰۹۱۴ | Tucker           | ۳۱ دسامبر ۱۹۹۷  |
| ۱۰۹۱۵ | 1997 YU16        | ۲۹ دسامبر ۱۹۹۷  |
| ۱۰۹۱۶ | Okina-Ouna       | ۳۱ دسامبر ۱۹۹۷  |
| ۱۰۹۱۶ | 1998 AN          | ۵ ژانویه ۱۹۹۸   |
| ۱۰۹۱۸ | Kodaly           | ۱ ژانویه ۱۹۹۸   |
| ۱۰۹۱۹ | 1998 AQ8         | ۱۰ ژانویه ۱۹۹۸  |
| ۱۰۹۲۰ | 1998 BC1         | ۱۹ ژانویه ۱۹۹۸  |
| ۱۰۹۲۱ | Romanozen        | ۱۷ ژانویه ۱۹۹۸  |
| ۱۰۹۲۲ | 1998 BG2         | ۲۰ ژانویه ۱۹۹۸  |
| ۱۰۹۲۳ | 1998 BM12        | ۲۳ ژانویه ۱۹۹۸  |
| ۱۰۹۲۴ | Mariagriffin     | ۲۹ ژانویه ۱۹۹۸  |
| ۱۰۹۲۵ | Ventoux          | ۲۸ ژانویه ۱۹۹۸  |
| ۱۰۹۲۶ | 1998 BF41        | ۲۵ ژانویه ۱۹۹۸  |
| ۱۰۹۲۷ | Vaucluse         | ۲۹ ژانویه ۱۹۹۸  |
| ۱۰۹۲۸ | Caprara          | ۲۵ ژانویه ۱۹۹۸  |
| ۱۰۹۲۹ | Chenfangyun      | ۱ فوریه ۱۹۹۸    |
| ۱۰۹۳۰ | Jinyong          | ۶ فوریه ۱۹۹۸    |
| ۱۰۹۳۱ | Ceccano          | ۱۶ فوریه ۱۹۹۸   |
| ۱۰۹۳۲ | Rebentrost       | ۱۸ فوریه ۱۹۹۸   |
| ۱۰۹۳۳ | 1998 DC24        | ۱۷ فوریه ۱۹۹۸   |
| ۱۰۹۳۴ | Pauldelvaux      | ۲۷ فوریه ۱۹۹۸   |
| ۱۰۹۳۴ | 1998 EC          | ۱ مارس ۱۹۹۸     |
| ۱۰۹۳۶ | 1998 FN11        | ۲۲ مارس ۱۹۹۸    |
| ۱۰۹۳۷ | Ferris           | ۲۷ اوت ۱۹۹۸     |
| ۱۰۹۳۸ | Lorenzalevy      | ۱۷ سپتامبر ۱۹۹۸ |
| ۱۰۹۳۹ | 1999 CJ19        | ۱۰ فوریه ۱۹۹۹   |
| ۱۰۹۴۰ | 1999 CE52        | ۱۰ فوریه ۱۹۹۹   |
| ۱۰۹۴۱ | 1999 CD79        | ۱۲ فوریه ۱۹۹۹   |
| ۱۰۹۴۲ | 1999 CN83        | ۱۰ فوریه ۱۹۹۹   |
| ۱۰۹۴۳ | Brunier          | ۲۰ مارس ۱۹۹۹    |
| ۱۰۹۴۴ | 1999 FJ26        | ۱۹ مارس ۱۹۹۹    |
| ۱۰۹۴۵ | 1999 GS9         | ۱۴ آوریل ۱۹۹۹   |
| ۱۰۹۴۶ | 1999 HR2         | ۱۶ آوریل ۱۹۹۹   |
| ۱۰۹۴۷ | Kaiserstuhl      | ۲۴ سپتامبر ۱۹۶۰ |
| ۱۰۹۴۸ | Odenwald         | ۲۴ سپتامبر ۱۹۶۰ |
| ۱۰۹۴۹ | Konigstuhl       | ۲۵ سپتامبر ۱۹۶۰ |
| ۱۰۹۵۰ | Albertjansen     | ۲۴ سپتامبر ۱۹۶۰ |
| ۱۰۹۵۱ | Spessart         | ۲۴ سپتامبر ۱۹۶۰ |
| ۱۰۹۵۲ | Vogelsberg       | ۲۴ سپتامبر ۱۹۶۰ |
| ۱۰۹۵۳ | Gerdatschira     | ۲۴ سپتامبر ۱۹۶۰ |
| ۱۰۹۵۴ | Spiegel          | ۲۴ سپتامبر ۱۹۶۰ |
| ۱۰۹۵۵ | Harig            | ۲۲ اکتبر ۱۹۶۰   |
| ۱۰۹۵۶ | Vosges           | ۲۴ سپتامبر ۱۹۶۰ |
| ۱۰۹۵۷ | Alps             | ۲۴ سپتامبر ۱۹۶۰ |
| ۱۰۹۵۷ | Alps             | P-L             |
| ۱۰۹۵۹ | Appennino        | ۲۴ سپتامبر ۱۹۶۰ |
| ۱۰۹۵۹ | Appennino        | P-L             |
| ۱۰۹۶۱ | Buysballot       | ۲۴ سپتامبر ۱۹۶۰ |
| ۱۰۹۶۲ | Sonnenborgh      | ۱۷ اکتبر ۱۹۶۰   |
| ۱۰۹۶۲ | Sonnenborgh      | ۲۰۸۸            |
| ۱۰۹۶۴ | Degraaff         | ۲۶ مارس ۱۹۷۱    |
| ۱۰۹۶۴ | Degraaff         | T-۱             |
| ۱۰۹۶۴ | Degraaff         | ۳۳۰۸            |
| ۱۰۹۶۷ | Billallen        | ۲۶ مارس ۱۹۷۱    |
| ۱۰۹۶۸ | Sterken          | ۲۶ مارس ۱۹۷۱    |
| ۱۰۹۶۹ | Perryman         | ۱۳ مه ۱۹۷۱      |
| ۱۰۹۶۹ | Perryman         | T-۲             |
| ۱۰۹۶۹ | Perryman         | T-۲             |
| ۱۰۹۷۲ | Merbold          | ۲۹ سپتامبر ۱۹۷۳ |
| ۱۰۹۷۳ | Thomasreiter     | ۲۹ سپتامبر ۱۹۷۳ |
| ۱۰۹۷۴ | Carolalbert      | ۲۹ سپتامبر ۱۹۷۳ |
| ۱۰۹۷۵ | 2246 T-2         | ۲۹ سپتامبر ۱۹۷۳ |
| ۱۰۹۷۶ | 2287 T-2         | ۲۹ سپتامبر ۱۹۷۳ |
| ۱۰۹۷۷ | 3177 T-2         | ۳۰ سپتامبر ۱۹۷۳ |
| ۱۰۹۷۸ | 4095 T-2         | ۲۹ سپتامبر ۱۹۷۳ |
| ۱۰۹۷۹ | Fristephenson    | ۲۹ سپتامبر ۱۹۷۳ |
| ۱۰۹۸۰ | Breimer          | ۲۹ سپتامبر ۱۹۷۳ |
| ۱۰۹۸۱ | Fransaris        | ۱۷ اکتبر ۱۹۷۷   |
| ۱۰۹۸۲ | Poerink          | ۱۱ اکتبر ۱۹۷۷   |
| ۱۰۹۸۳ | Smolders         | ۱۶ اکتبر ۱۹۷۷   |
| ۱۰۹۸۴ | Gispen           | ۱۶ اکتبر ۱۹۷۷   |
| ۱۰۹۸۵ | Feast            | ۱۶ اکتبر ۱۹۷۷   |
| ۱۰۹۸۶ | Govert           | ۱۶ اکتبر ۱۹۷۷   |
| ۱۰۹۸۶ | 1967 US          | ۳۰ اکتبر ۱۹۶۷   |
| ۱۰۹۸۸ | Feinstein        | ۲۸ ژوئیه ۱۹۶۸   |
| ۱۰۹۸۹ | Dolios           | ۱۹ سپتامبر ۱۹۷۳ |
| ۱۰۹۹۰ | Okunev           | ۲۸ سپتامبر ۱۹۷۳ |
| ۱۰۹۹۱ | Dulov            | ۱۴ سپتامبر ۱۹۷۴ |
| ۱۰۹۹۲ | Veryuslaviya     | ۱۹ سپتامبر ۱۹۷۴ |
| ۱۰۹۹۲ | 1975 XF          | ۱ دسامبر ۱۹۷۵   |
| ۱۰۹۹۴ | 1978 EU9         | ۱۵ مارس ۱۹۷۸    |
| ۱۰۹۹۴ | 1978 NS          | ۱۰ ژوئیه ۱۹۷۸   |
| ۱۰۹۹۶ | Armandspitz      | ۷ ژوئیه ۱۹۷۸    |
| ۱۰۹۹۷ | Gahm             | ۲ سپتامبر ۱۹۷۸  |
| ۱۰۹۹۸ | 1978 UN4         | ۲۷ اکتبر ۱۹۷۸   |
| ۱۰۹۹۹ | 1978 VC6         | ۷ نوامبر ۱۹۷۸   |
| ۱۱۰۰۰ | 1978 VE6         | ۶ نوامبر ۱۹۷۸   |